# Altos Hornos de Vizcaya
Altos Hornos de Vizcaya, S. A. (AHV) fue la mayor empresa de España durante gran parte del siglo XX.
Nació de la fusión de varias empresas siderometalúrgicas de Vizcaya. Su gran éxito se debió a una combinación de factores: la abundancia y calidad del hierro vizcaíno, la adopción de tecnología británica y estadounidense, la adquisición de otras pequeñas empresas para monopolizar el sector, la ausencia de estragos durante la guerra civil española, la Primera Guerra Mundial, que impulsó sus exportaciones; así como la política industrial proteccionista y autárquica del franquismo.
Fundada en 1902, estuvo ubicada en Baracaldo y Sestao. Las empresas que la crearon fueron Altos Hornos de Bilbao, La Vizcaya —que contaban con instalaciones siderúrgicas integrales— y La Iberia —una hojalatería dependiente de La Vizcaya— debido al gran auge del sector y a la necesidad de fusionarse para mantener su estatus de empresas importantes. También contaba con instalaciones mineras y pequeñas factorías en Cantabria, Asturias, provincia de Almería, Región de Murcia y provincia de Guadalajara y decenas de empresas auxiliares junto a más minas en el resto de Vizcaya; además, desde la segunda mitad del siglo XX, se extendió por la Comunidad Valenciana (Altos Hornos del Mediterráneo) y Navarra.
Después de una dura reconversión industrial en los años 1980, década en la que aún contaba con 11 000 trabajadores directos, en julio de 1996 tuvieron que cerrar definitivamente sus últimas instalaciones. Alguno de los hornos ha sido declarado Bien de Interés Cultural y el trabajo en AHV ha sido objeto de representaciones artísticas.

## Historia

### Orígenes
La posibilidad de extraer hierro no fosfórico de los montes de Triano, y la demanda de este metal en Gran Bretaña supusieron un intenso tráfico en la ría de Bilbao en el siglo XIX. Baracaldo y Sestao sirvieron como lugar de paso y embarque del hierro; y también, poco después, albergaron numerosas pequeñas industrias en las que este se procesaba. El aprovechamiento de un doble flete (transportando mineral de hierro hacia las costas británicas y retornando con carbón y tecnología) estableció un tráfico regular en las dos direcciones, que posibilitó el progreso de una siderurgia caracterizada por la insuficiencia carbonífera. Años después, a finales del siglo XIX esa insuficiencia dio pie a la construcción del Ferrocarril de La Robla para importar carbón de las cuencas leonesas y palentinas sin tener que depender de Gran Bretaña.
En el proceso de la explotación minera destacaron dos fechas. La primera 1863, cuando las Juntas Generales de Vizcaya suprimieron la prohibición de exportar mineral de hierro más allá de los límites del Señorío de Vizcaya. La segunda fue en 1876 cuando se permitió la explotación ilimitada de las minas de hierro (que el régimen foral había restringido como un bien comunal) por sociedades privadas, debido a la victoria del rey Alfonso XII en la Tercera Guerra Carlista que suprimió las «leyes forales».

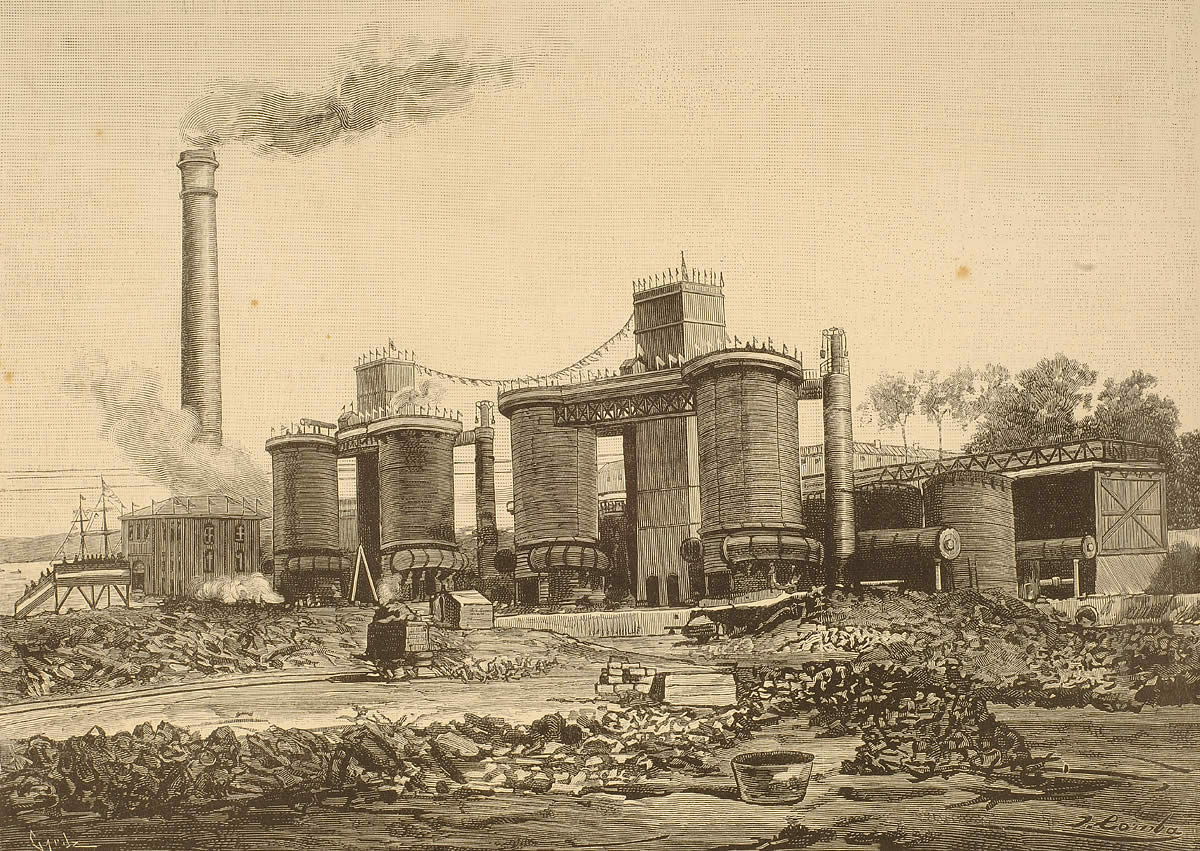
Fábrica Altos Hornos San Francisco, Sestao, en 1887. Denominada San Francisco del Desierto hasta 1886 y conocida popularmente como «La Mudela». Adquirida décadas más tarde por Altos Hornos de Vizcaya.

Aunque Altos Hornos de Vizcaya surgiese tras la fusión de tres empresas (Altos Hornos de Bilbao, La Vizcaya y La Iberia), en pocos kilómetros hubo otras importantes siderurgias que funcionaron de forma independiente y crearon entre ellas cierta competencia provocando una mejora continua de sus instalaciones. En ese contexto destacó la creación de la fábrica Santa Ana de Bolueta (en Bilbao) en 1841 y la de San Francisco de Mudela o San Francisco de Desierto (en Sestao) en 1880, que décadas más tarde fue adquirida por Altos Hornos de Vizcaya ya que sus dueños se centraron más en el negocio de los astilleros (La Naval de Sestao).
La de Santa Ana de Bolueta era la más lejana de la zona de influencia de AHV pero solo estaba a 12 km de Sestao. Además, a finales del siglo XIX se construyeron otras siderurgias algo más lejanas, destacando la Compañía Anónima Basconia en Basauri en 1892, pero cercana a la instalación de Bolueta. Todo ello supuso que definitivamente, a principios del siglo XX se tuviesen que unir Altos Hornos de Bilbao, La Vizcaya y La Iberia para poder liderar el sector.

#### Altos Hornos de Bilbao (AHB)

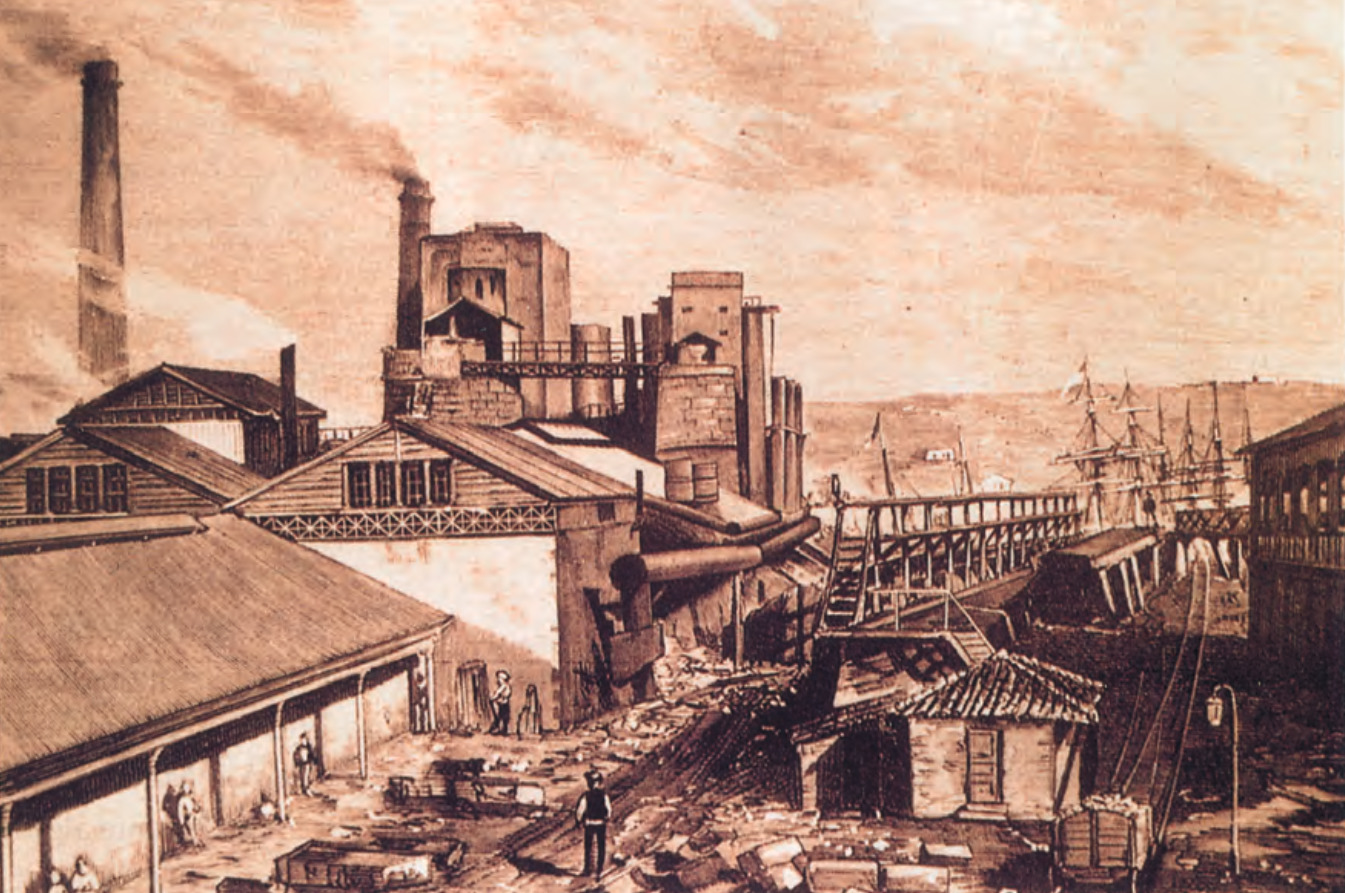
Fábrica Nuestra Señora de El Carmen, en Baracaldo, a partir de 1882 Altos Hornos y Fábricas de Hierro y Acero de Bilbao —Altos Hornos de Bilbao (AHB)—.

En torno a 1854 la sociedad Ybarra Hermanos y Compañía (o Ybarra y Cía.) levantó una fábrica relativamente moderna en El Desierto de Baracaldo (Nuestra Señora de El Carmen). En ella se instalaron los primeros y prácticamente únicos hornos Chenot que funcionaron en el mundo. El espíritu innovador de los Ybarra les llevó a montar en una fecha tan temprana como 1857 un convertidor Bessemer en su pequeña fábrica de Guriezo (Cantabria), proyecto que abandonaron ya que ellos esperaban obtener con el convertidor hierro dulce, no acero. El nombre de ese empresa provino de la Virgen del Carmen, patrona de Baracaldo y Sestao.
Esta empresa tuvo una gran competencia con otras de similares características, ubicadas también en Baracaldo, como la dirigida por la familia Mwinckel llamada Arregui y Cia. y la de la Sociedad Santa Águeda, lo que supuso la rápida y continua modernización de todas las empresas incluyendo la de El Carmen. La de Santa Águeda formaba parte de un complejo que incluía fábricas en el margen del río Cadagua y Castrejana (Baracaldo) y la fábrica de Recalde en Begoña (Bilbao), que culminarían en la S. A. Echevarría a principios del siglo XX, esta tuvo su origen en 1876.
En 1882 la fábrica de Nuestra Señora de El Carmen, modernizada ya que sus dueños decidieron entrar definitivamente en el negocio del acero, se convirtió en Altos Hornos y Fábricas de Hierro y Acero de Bilbao —Altos Hornos de Bilbao (AHB)— con un capital de 12 500 000 pesetas. La mayor parte de sus accionistas y capital invertido procedía de fuera del País Vasco —50 % de Madrid, 36.5 % de Vizcaya, 11.2 % de Barcelona y 2.4 % de Londres—. Los capitalistas tenían intereses en la minería férrica pero la aportación básica a la constitución de Altos Hornos de Bilbao consistió en los activos de dos empresas siderúrgicas preexistentes, Nuestra Señora del Carmen y la fábrica de Guriezo y «solo» un 10 % más. El objetivo de la empresa era «desarrollar en España la industria metalúrgica en el importante ramo de la fabricación de acero por los sistemas Bessemer y Martín-Siemens».

#### La Vizcaya

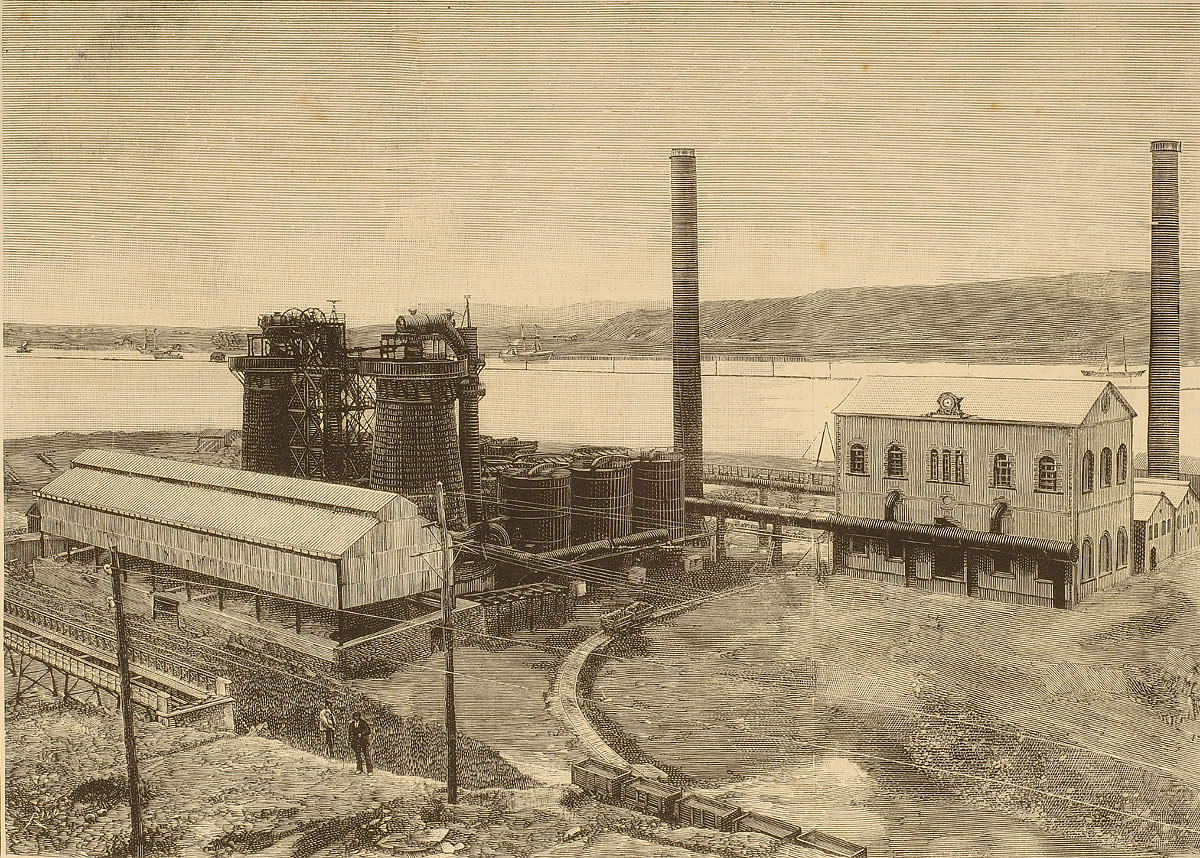
Fábrica La Vizcaya, Sestao, en 1887.

La Vizcaya fue creada en 1882 por otro grupo de industriales, comerciantes y el minero Pedro P. de Gandarias y Navea que constituyeron la Sociedad Anónima de Metalurgia y Construcciones La Vizcaya con un capital parecido al de Altos Hornos de Bilbao e instalando sus talleres en las marismas de Sestao, terrenos cercanos a Portugalete. En 1888 reorientó su negocio hacia el producto elaborado, introduciendo tecnología belga de la casa Cockerill, con convertidores Robert y hornos Siemens.
Además de la San Francisco de Mudela o San Francisco de Desierto también fue competencia directa de La Vizcaya la empresa Aurrerá, fundada también en Sestao en 1885, que se sumaba a la competencia de las factorías de Baracaldo de las que apenas distaban 3 km.

#### La Iberia
Un grupo de guipuzcoanos liderados por Francisco Goitia y Ostolaza había instalado en Beasáin una fábrica de hojalata, pero al comprobar el desarrollo de una siderurgia importante en la margen izquierda del Nervión, adquirieron a los dueños de La Vizcaya unos terrenos colindantes a esa empresa y levantaron la empresa Goitia y Compañía, que en 1890 se transformó en la Compañía Anónima La Iberia. Esta empresa se comprometía a adquirir su materia prima a La Vizcaya y a vender a la misma los recortes (chatarra) resultantes de la producción de hojalata.

### Situación geográfica
Las tres fábricas fundacionales se instalaron en lugares óptimos, conectadas con los centros mineros a través de diversos ramales de ferrocarriles, contando asimismo con muelles en la ría del Nervión. Estas empresas tenían factorías y terrenos en prácticamente toda la orilla de la margen izquierda del Nervión desde el muelle de la Benedicta —frontera entre Portugalete y Sestao— hasta la desembocadura del río Cadagua en Baracaldo siendo en total unos 5 km de extremo a extremo pero no continuos, ya que entremedias había alguna otra empresa independiente —principalmente otras siderurgias, astilleros e instalaciones portuarias—. Progresivamente parte de esos terrenos fueron utilizados para ampliaciones o vendidos a empresas auxiliares —como fue el caso de La Vizcaya con La Iberia—. Además AHV fue adquiriendo propiedades en el interior, incluyendo fuera de Vizcaya, para controlar la extracción minera, mineral que se procesaba en esas instalaciones fundacionales.

### Objetivos
La Vizcaya buscaba inicialmente abaratar los costes de exportación del mineral vizcaíno mediante su conversión local en lingotes. Altos Hornos de Bilbao, sin embargo, surgía con un proyecto más ambicioso: monopolizar con sus productos elaborados o semielaborados el mercado nacional. La Iberia no era más que una hojalatería dependiente de La Vizcaya y su futuro se veía necesariamente ligado a las decisiones de La Vizcaya.

### Fundación

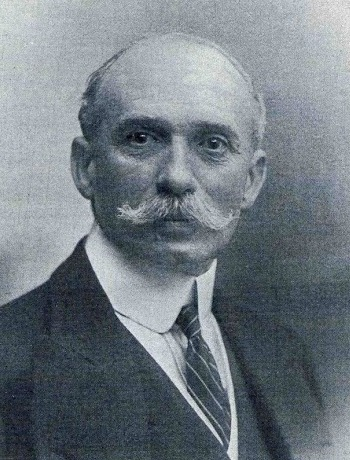
Tomás de Zubiría Ybarra, primer y más longevo presidente de Altos Hornos de Vizcaya.

Los primeros movimientos para realizar una fusión entre ambas sociedades surgieron a mediados de 1892. Fueron José de Vilallonga y Gipuló y Luis de Zubiría e Ybarra, como revelan los documentos publicados en el libro El Hito de la Siderurgia, quienes en representación de la Sociedad de Altos Hornos y Fábricas de Hierro y Acero de Bilbao mantuvieron contactos personales y cruce de correspondencia con Víctor de Chávarri y Sálazar y Pedro de Gandarias y Navea como representantes de la Sociedad Anónima de Metalurgia y Construcciones Vizcaya. Las negociaciones se prolongaron hasta 1901.
Poco antes de su fusión definitiva, La Iberia envió a AHB y La Vizcaya una carta con la petición de integración de esa sociedad en la nueva, bien sea por compra o fusión. La fusión de esas dos empresas siderometalúrgicas con plantas integrales completas, cuya competitividad fue en aumento durante toda la década anterior exportando hierro y acero vizcaíno a toda Europa, y de la fábrica de hojalata de La Iberia, dio origen al nacimiento de la nueva empresa.

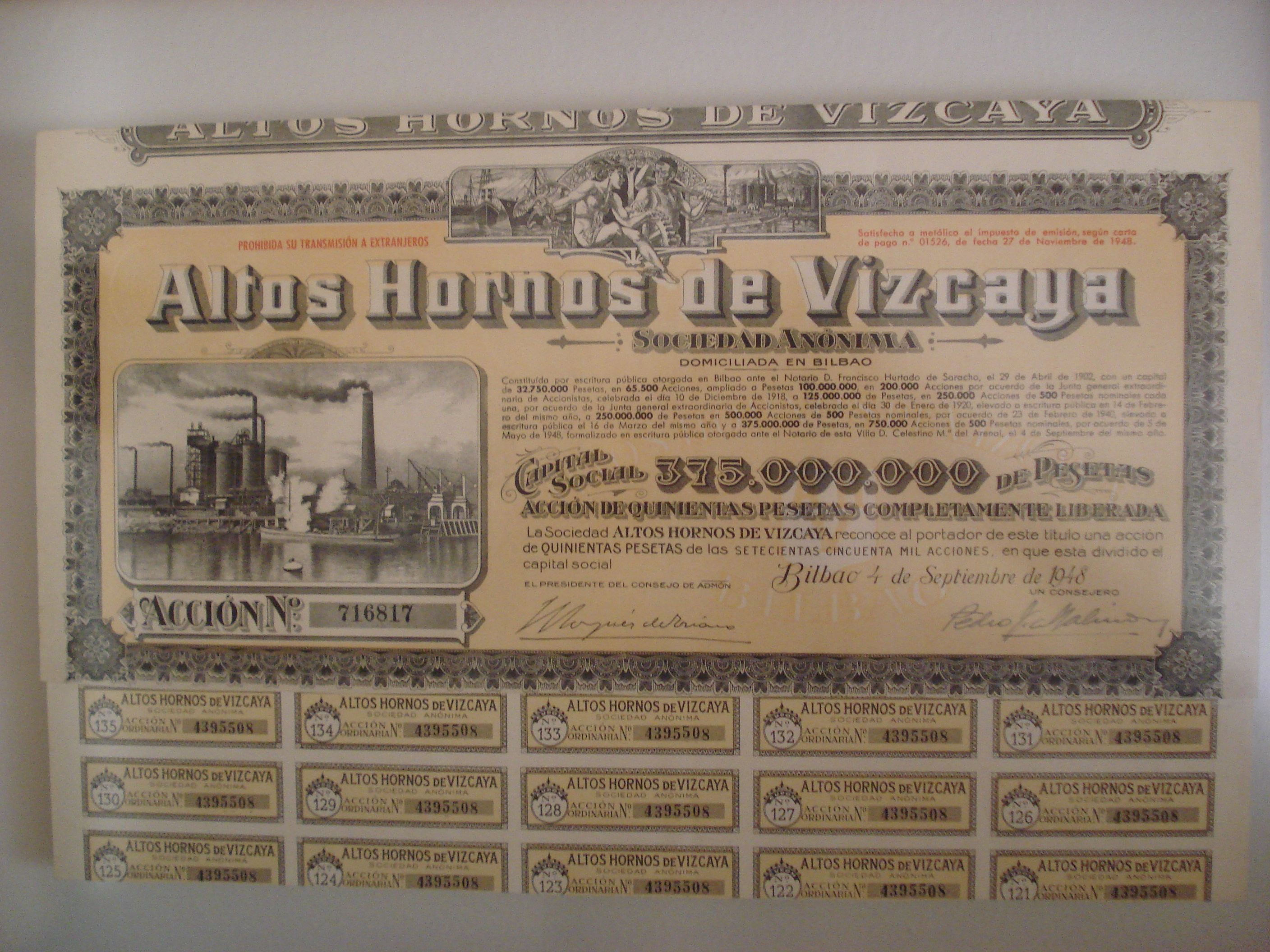
Acción de los Altos Hornos de Vizcaya del año 1948 de 500 pesetas.

Altos Hornos de Vizcaya (AHV) se fundó el 29 de abril de 1902 en Bilbao. Tomás de Zubiría Ybarra —que en 1907 obtuvo el título de conde de Zubiría— fue el primer presidente de Altos Hornos de Vizcaya y se mantuvo al frente de la compañía durante casi treinta años. La nueva compañía tenía un capital de 32 750 000 pesetas; la mayor parte procedía de AHB por ello se mantuvo su sede en Baracaldo. El reparto del convenio de fusión, distribuyéndose el capital social (65 500 acciones valoradas al nominal en 32 750 000 pesetas —a 500 pesetas cada una—), fue el siguiente:
- 37 500 acciones Altos Hornos de Bilbao.
- 25 000 acciones La Vizcaya.
- 3.000 acciones La Iberia.

Tras esta fusión, la concentración de poderes continuó en la nueva sociedad, repartiéndose estos entre el grupo vasco dominado por los clanes familiares de los Ybarra-Zubiría-Vilallonga (AHB), Chavarri y Gandarias-Durañona (La Vizcaya) y el madrileño-catalán de los Urquijo, Barat, Girona y Angolotti (también de AHB). Prueba de esta concentración es el hecho de que en la Junta General de accionistas celebrada el 28 de abril de 1902, cinco accionistas (Tomás de Zubiría Ybarra, Benigno Chávarri (desde 1914 marqués de Chávarri), Juan T. Gandarias, Urquijo y Baray) tenían el 58% de los votos.
Su emplazamiento productivo se realizó en Baracaldo y Sestao convirtiéndose en pocos años en la mayor empresa del país, siendo a partir de entonces uno de los máximos exponentes de la economía industrial española, en dura competencia con algunas fábricas asturianas como La Felguera de Duro Felguera entre otras, a las que finalmente debido a su crecimiento logró desbancar. Su cercanía a los yacimientos de hierro, con puerto de mar y de alta tradición metalúrgica y siderúrgica, facilitaron el crecimiento.
La nueva sociedad contaba con 200 empleados, 14 ingenieros, 65 contramaestres, 5420 obreros y 230 mineros.

### Primeras empresas auxiliares y servicios asociados

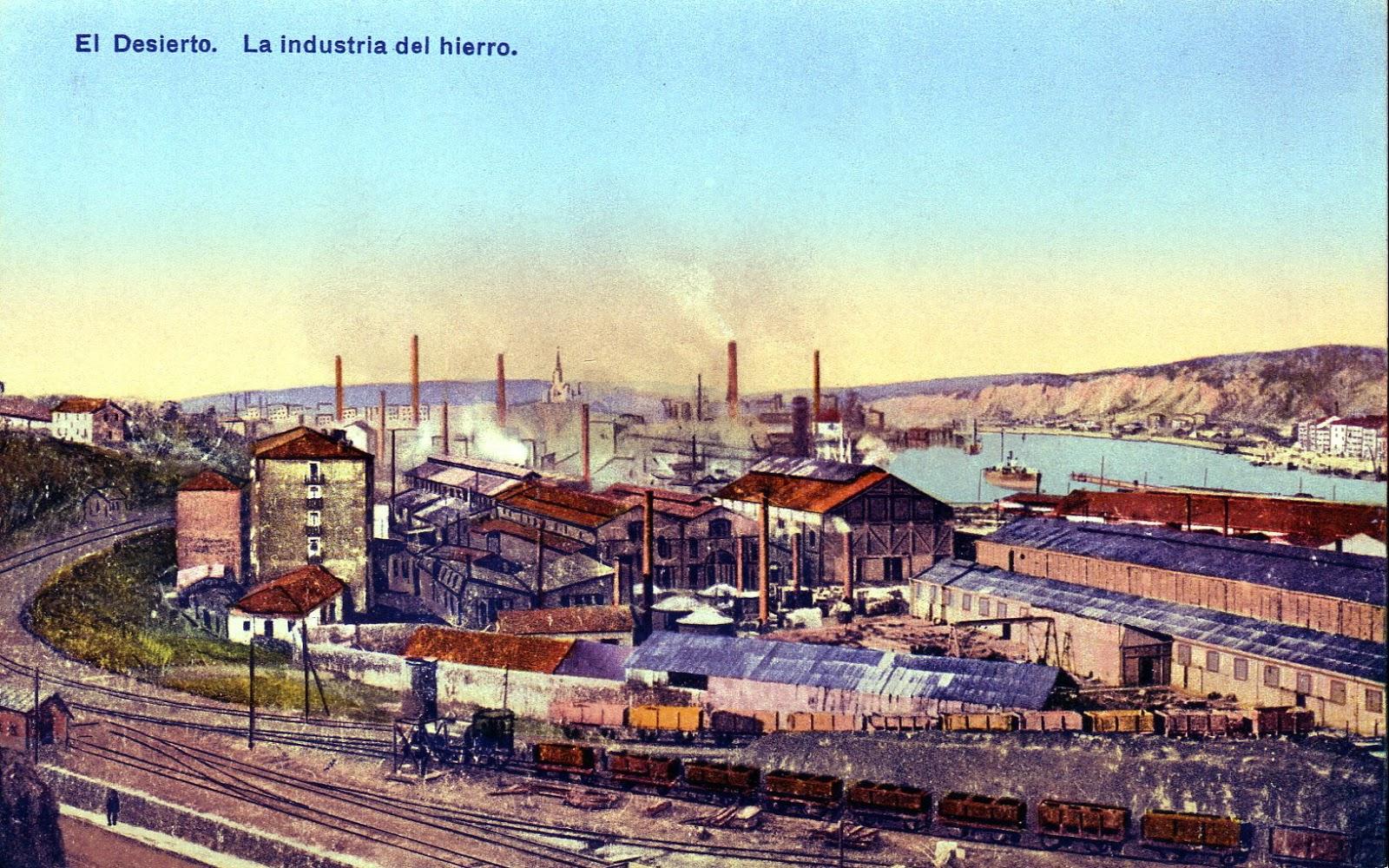
Instalaciones de AHV en Baracaldo a finales del o principios del.

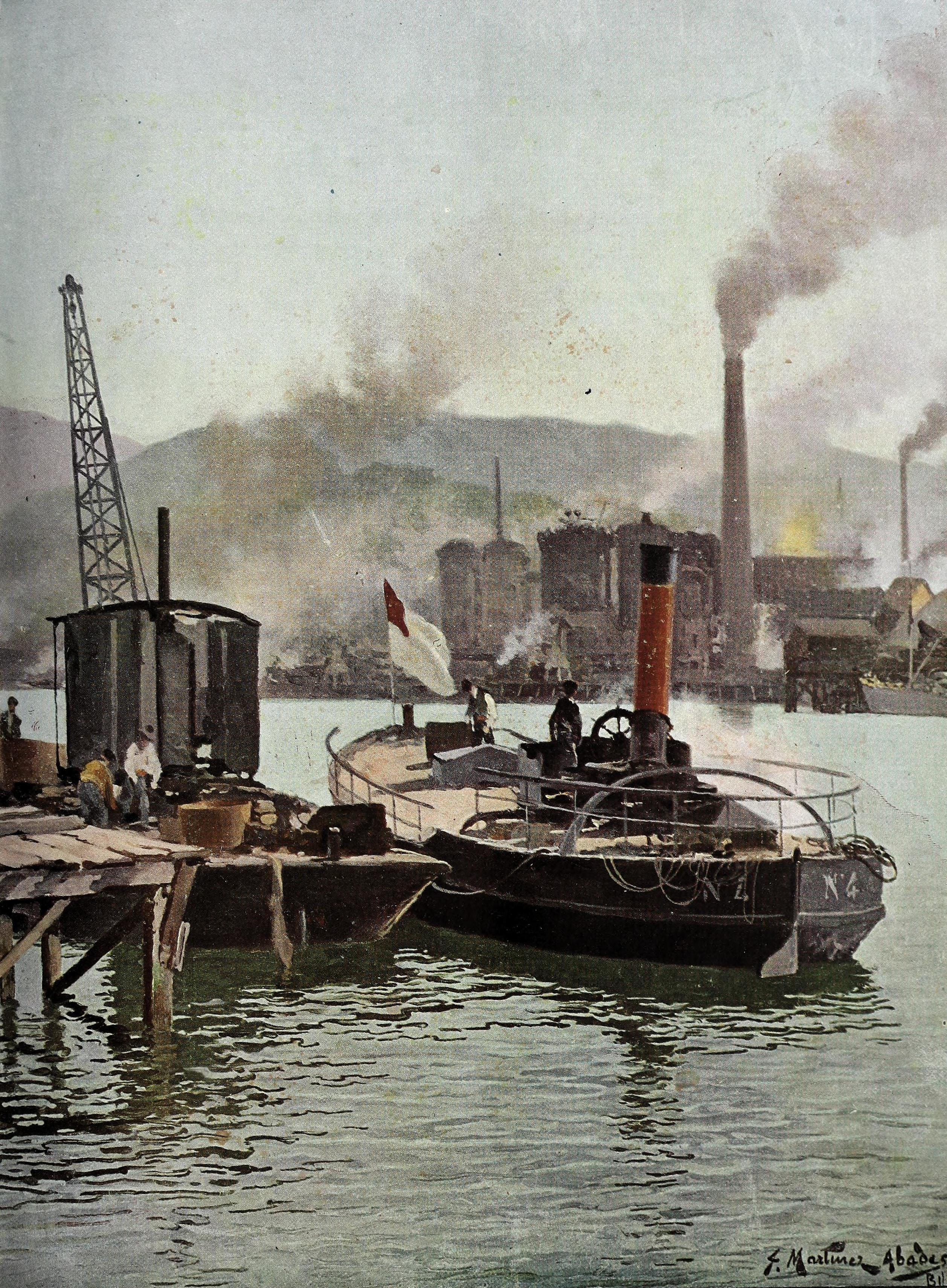
«Bilbao. El desierto». Ilustración de Martínez Abades (Blanco y Negro, 1908)

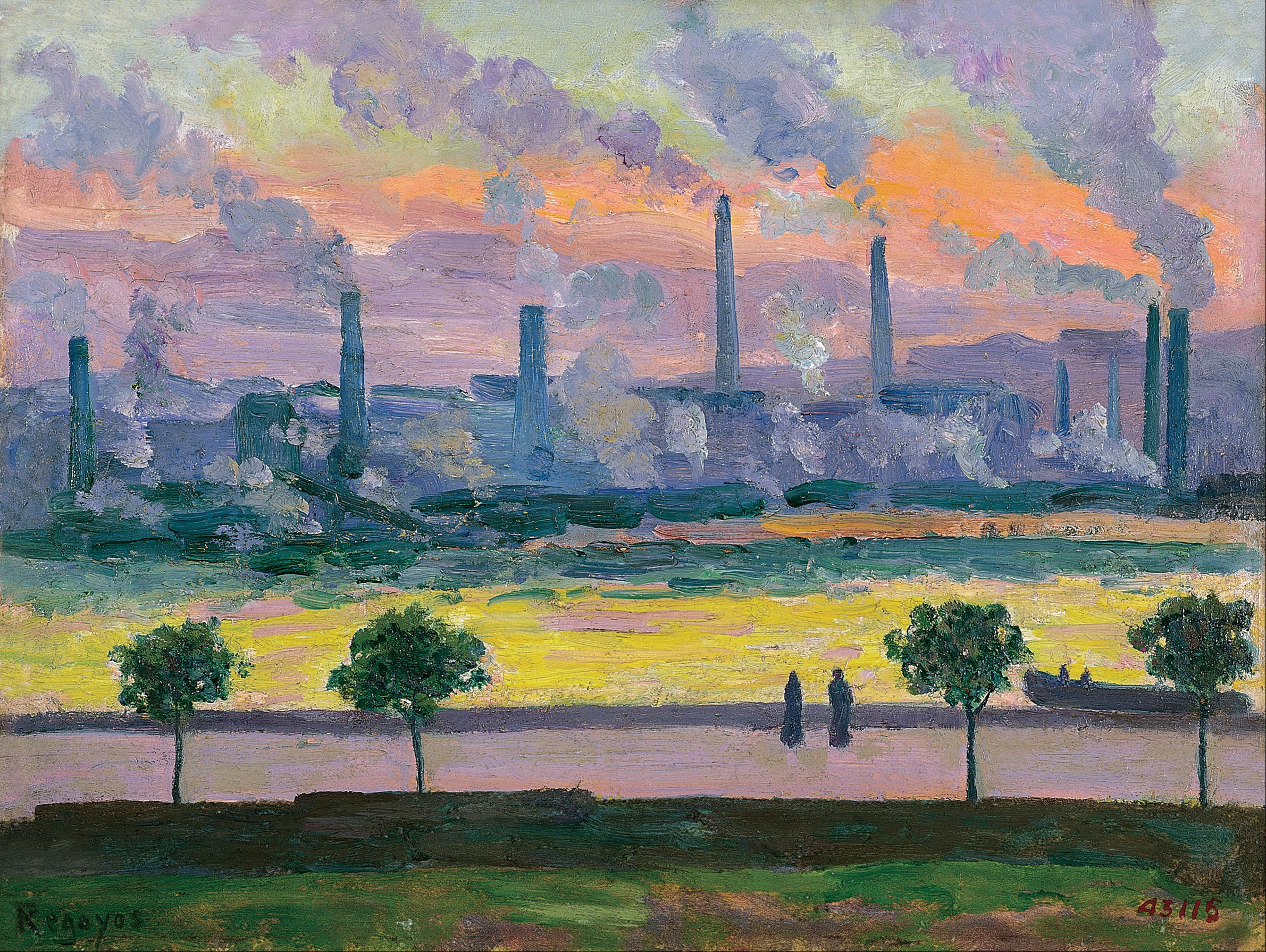
Altos hornos de Bilbao, una pintura de Darío de Regoyos de comienzos del. Colección Fundación Banco Santander

La creación de AHV y la posterior sustitución del carbón mineral por coque de mayor poder calorífico, impulsó el comercio: exportación de acero e importación de coque, estimulando la creación de barcos de acero y vapor. Como consecuencia se crearon nuevos astilleros, lo más reseñables Astilleros del Nervión y Astilleros Euskalduna. AHV suministraba acero pero demandaba mineral (hierro para la producción y carbón para el suministro), mano de obra, herramientas, y una vasta red ferroviaria, lo que generó la intensa industrialización de Vizcaya y la diversificación y especialización de las empresas.
Aunque la exportación e importación de materia prima se hacía principalmente mediante barcos, el transporte ferroviario se fue haciendo cada vez más importante. Con las primeras explotaciones mineras se usó para el transporte del hierro a los muelles, con sus respectivos cargaderos, y luego a las fábricas (ferrocarriles mineros); posteriormente también para servicio interno entre las fábricas; y finalmente, desde finales del siglo XIX para importar materia prima —principalmente carbón— (Ferrocarril de la Robla) y exportar al resto de España (Compañía de los Caminos de Hierro del Norte de España). En un inventario del año 1909 se indicaba la existencia en Baracaldo de un total de 30 km de vías de ancho métrico, mientras que en Sestao contaban con 23 km de vías métricas y 5 km de vías de 1150 mm (The Bilbao River and Railway Co. Ltd). Con el fin de poder conectar sus factorías sin necesidad de recurrir al Ferrocarril de Bilbao a Portugalete (de ancho ibérico: 1668 mm), AHV decidió construir una línea ferroviaria exclusiva de servicio interior entre Sestao y Baracaldo de vía métrica, mismo tipo de vía que la mayoría de ferrocarriles mineros de la zona para, si fuese necesario, facilitar su conexión con ellas. Aunque posteriormente también se incluyó el ancho ibérico para facilitar la exportación. Tras menos de dos años de obras, en 1922 la nueva vía se puso en servicio. La red interior completa, finalizada en 1965 debido a la inminente inauguración de una fábrica en Ansio (Baracaldo), disponía de 15 kilómetros de vías, en su mayoría de tres carriles. El tramo entre Sestao y Ansio estaba dotado de doble vía excepto en el puente sobre el río Galindo, e inicialmente dotada de cuatro carriles cada una de ellas —para permitir el paso tanto de trenes de vía ancha como de vía métrica— con el fin de facilitar la salida a los productos de la red nacional.
El gran volumen de trabajadores de AHV generó una gran demanda de asistencia facultativa al accidente de trabajo y la necesidad de la empresa de reponer en su puesto a sus operarios se gestó el proyecto de construir un sanatorio quirúrgico para accidentes de trabajo que se inauguró en 1911 en Baracaldo con la denominación de Sanatorio Quirúrgico Altos Hornos de Vizcaya. Décadas más tarde, con el declive de la empresa, tras derribar el edificio antiguo y en su lugar construirse uno nuevo pasó a formar parte de titularidad pública con el nombre de Hospital de San Eloy.
En 1915 AHV firmó para el alquiler, con opción de compra, unos terrenos de su propiedad situados en Sestao para la construcción de un nuevo astillero entre la fábrica de AHV de Sestao y los Astilleros del Nervión (estos también en Sestao pero colindantes con Baracaldo, zona La Punta-Desierto). Se creó para ello la Sociedad Española de Construcción Naval de Sestao (La Naval). En 1919 según la Enciclopedia Auñamendi o 1920 según la publicación Barakaldo ayer - n.º 4, AHV compró todas las acciones de la fábrica originaria de Astilleros del Nervión y de una fábrica adyacente (San Francisco de Mudela o San Francisco de Desierto) —que era la otra fábrica siderúrgica integral de la zona— y formaban parte de la misma sociedad junto a La Naval. Sin embargo, de nuevo, se acordó ceder una participación a La Naval, mediante contrato de arriendo con opción de compra de determinados terrenos e instalaciones, que se convirtió en venta al hacerse efectiva la opción de compra de Astilleros del Nervión por La Naval el 5 de enero de 1924.

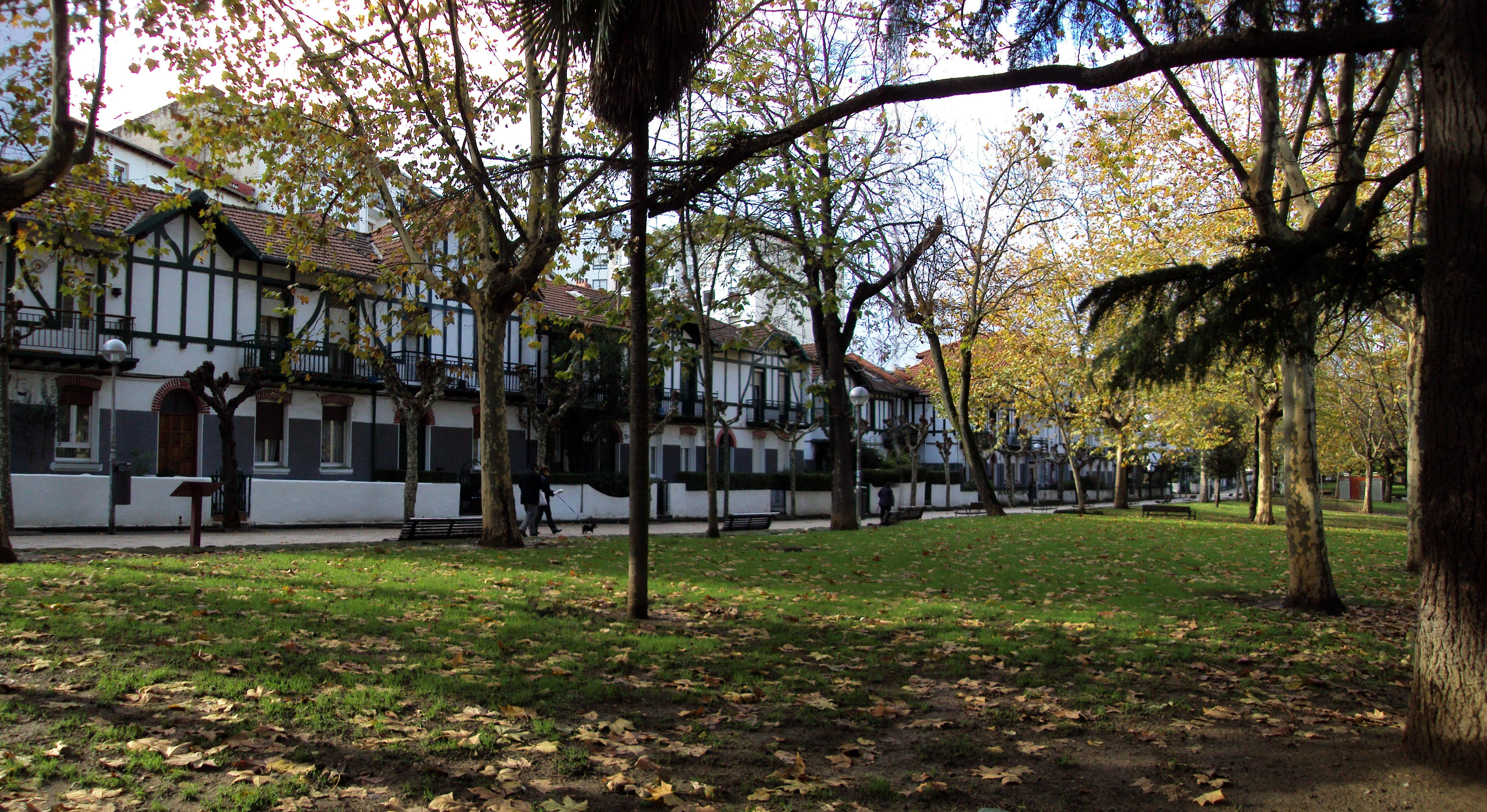
Promoción de Casas Baratas (1.ª fase) construidas en 1916 en el barrio de San Vicente de Baracaldo por el arquitecto Manuel María Smith Ybarra.

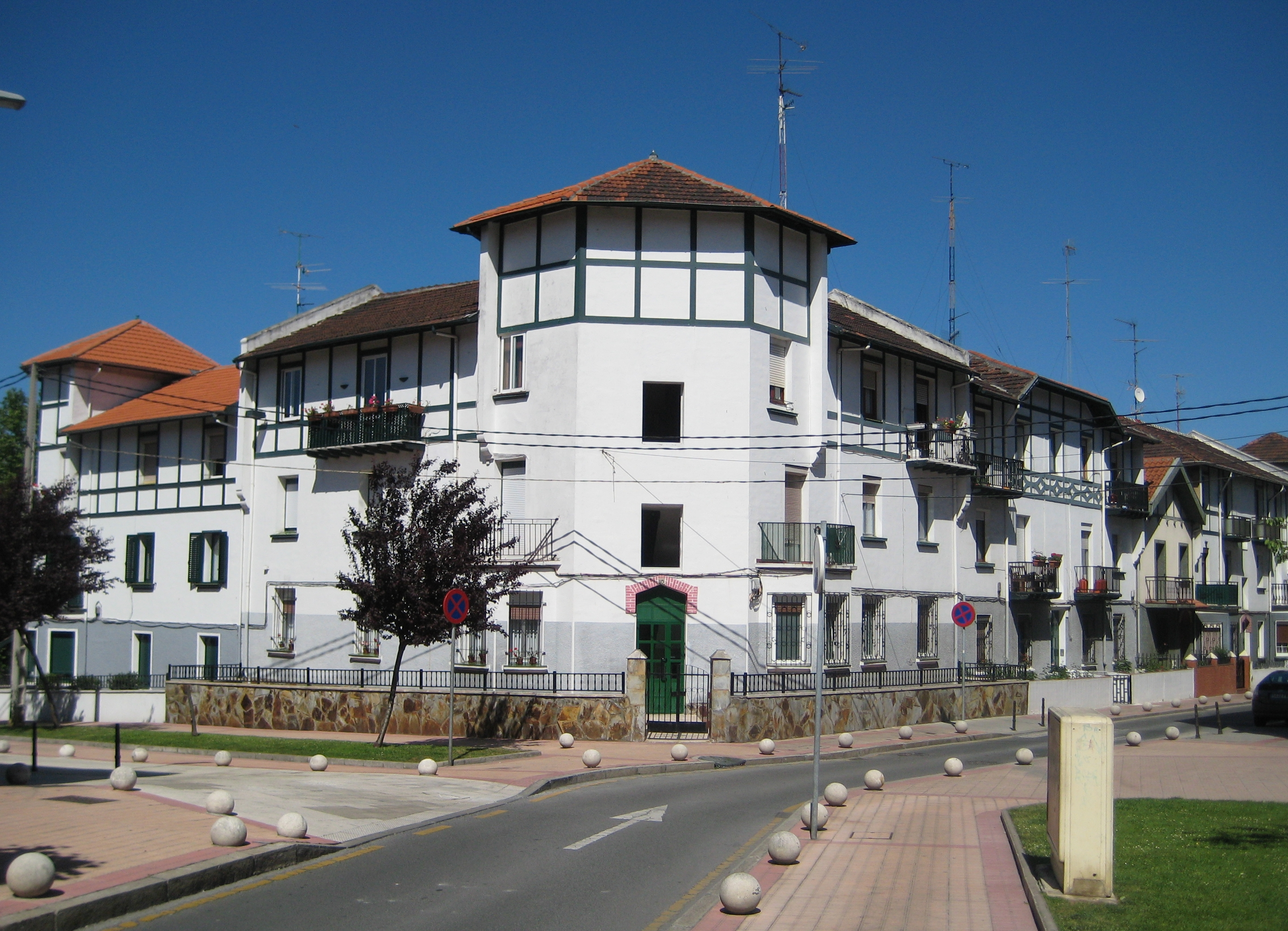
Promoción de Casas Baratas (2.ª fase) construidas en 1918.

En 1916 finalizó la primera promoción de viviendas que ofrecía en alquiler a los trabajadores de la empresa. Difirió del planteamiento de las Cooperativas Obreras de Casas Baratas ya que estas viviendas fueron de la propia empresa, por ello destacaron por su diseño. Mientras las creadas por las Cooperativas eran promovidas por los propios trabajadores aunque las empresas colaborasen o tutelasen los proyectos. La segunda promoción finalizó en 1918 con un diseño más simple sin jardines aunque manteniendo su arquitectura. Esas dos promociones fueron construidas en el barrio de San Vicente de Baracaldo.

#### Incidencia en la I Guerra Mundial y conflictos laborales
La Gran Guerra afectaba de lleno a la metalurgia vizcaína, puesto que su principal destino comercial, Inglaterra, formaba parte del bando aliado enfrentado con las Potencias Centrales lideradas por Alemania. Es en ese contexto bélico cuando, a finales de enero de 1917, saltó la alarma en el cargadero franco-belga de Baracaldo tras hallarse una bomba explosiva en un vagón procedente de Ortuella con mineral. El periódico El Liberal fue uno de los que habló de este hecho:

Campaña alemana contra nuestro comercio con Inglaterra. Por si no bastara el bloqueo de nuestras costas para hundir los barcos de la matrícula de Bilbao, ahora resulta que aprovechando descuidos de la vigilancia en los cargaderos, se colocan bombas en las vagonetas de mineral. (...) Y llegó a decirse que disponían de unas máquinas infernales que hacían explosión a las tantas horas de su colocación, con precisión matemática. (...) En la bomba del cargadero de la Franco-Belga creyó adivinar la gente uno de aquellos siniestros aparatos alemanes. Sin duda, estaba destinado a hacer explosión cuando el barco que había de transportar el cargamento a Inglaterra estuviese en el mar.

El 28 de enero, se produjo la detonación controlada de dicho artefacto en el parque de Artillería de Baracaldo.
Aunque hubo diferentes revueltas laborales en años anteriores, en 1917 surgieron los conflictos más violentos hasta esa época, incluyendo tiroteos y detenciones masivas. Ello provocó que el ministro de la Gobernación ordenase que los Altos Hornos de Baracaldo y Sestao fuesen «alimentados», y para ello habló con la autoridad militar para que los soldados trabajasen en las fábricas. No fueron los únicos graves conflictos producidos en España en ese año que finalmente provocaron la Huelga general en España de 1917. Esta no consiguió los resultados que buscaba y progresivamente fueron incorporándose parte de los trabajadores y parte de los despedidos fueron readmitidos aunque siguieron produciéndose huelgas y revueltas durante gran parte de los años 1920.
Ese mismo año adquirió la empresa Hulleras de Turón en Turón (Asturias) para la explotación de sus minas de carbón, con el fin de abastecer de esta materia prima a sus fábricas. Ese año también se inauguró el Colegio de los Hermanos de las Escuelas Cristianas para escolarizar a los hijos de los trabajadores de AHV en Baracaldo.
En 1918 la multinacional metalúrgica estadounidense Babcock & Wilcox fundó su filial Sociedad Española de Construcciones Babcock y Wilcox creando varias plantas en la Vega del Galindo, en terrenos de Sestao y Valle de Trápaga. En gran parte debido a la dificultad de fabricar locomotoras durante la Primera Guerra Mundial. Esta empresa fue muy importante para el crecimiento de AHV ya que le compraba materia prima para la construcción de calderas, accesorios eléctricos, construcciones metálicas y locomotoras que también hizo para AHV décadas más tarde. Esta también contó con su propia acería especializada en elaborar tubos ya que AHV no contaba con instalaciones dedicadas a ese tipo de productos. En 1923 AHV inició un primer ciclo de expansión por Vizcaya que alcanzó hasta 1929 comprando varias empresas auxiliares como Luchana Mining, Bur Boulton Haywood, Bilbaína de Maderas y Alquitranes y Compañía Minera de Dícido, entre otras.
En 1929 se construyó otra empresa similar a Babcock & Wilcox también de capital estadounidense, aunque mucho más pequeña, en la Vega del Galindo pero ya en terrenos del Valle de Trápaga con el nombre de General Eléctrica Española. Se especializó en fabricar material eléctrico y mecánico utilizando las patentes de General Electric y Alstom.

### República y Guerra Civil
En 1931 se proclamó la Segunda República Española y con ello comenzó una de las peores crisis en la marcha de la empresa. La conflictividad laboral comenzó con una huelga de cinco meses en el Taller de Hojalata de la Iberia en Sestao y otra de tres meses en el Departamento de Transportes. Descendieron los pedidos de materiales a causa de la paralización de la actividad ferroviaria, así como el descenso de las construcciones navales y urbanas. En 1932 falleció Tomás de Zubiría Ybarra (conde de Zubiría), primer presidente del Consejo de Administración de la empresa. Al año siguiente la Junta General de Accionistas acordó nombrar presidente del Consejo de Administración a Víctor Chávarri y Anduiza (marqués de Triano), hijo de Víctor Chávarri. El 18 de julio de 1936 se produjo la sublevación de diversos mandos militares, que dio comienzo a la guerra civil española. Por su gran valor estratégico, desde el punto de vista militar y económica, afectó de forma importante a la marcha de AHV.
En 1937 fueron bombardeadas las instalaciones de la fábrica de Baracaldo, cayendo 18 bombas y causando destrozos en el Taller de Modelos y en los Trenes de Laminación. Además, el Gobierno de la República ordenó destruir todas instalaciones de la empresa para impedir que cayesen en manos del Ejército de Franco. El Batallón Gordexola protegió esas instalaciones e impidió el cumplimiento de la orden, que fue calificado por muchos como «un acto de alta traición a la República». Poco después la fábrica fue ocupada militarmente y fue la Comisión Militar de Incorporación y Movilización Industrial, bajo la presidencia del general Calonge, quien diseñó un plan de trabajo, de acuerdo con el Consejo de Administración de AHV, para abastecer de material de guerra al Ejército.
Debido al ambiente de conflictividad provocado por la República la postura de la empresa fue clara según el informe que presentó a la Junta General de Accionistas, celebrada el 15 de junio de 1938:

... con la ocupación de Bilbao por los rojoseparatistas, que tradujo en pérdidas, cada vez mayores, la continuidad de la explotación minerosiderúrgica, como necesariamente en aquellas lamentables condiciones tenía que acaecer. (...) en este último periodo iniciado el año 1936, fue propósito de Altos Hornos de Vizcaya apartarse del ambiente políticoeconómico y de relaciones con el Gobierno instaurado en Vizcaya, por no querer intervenir en las fabricaciones de guerra que hubieran perjudicado a los que en la gloriosa Cruzada de liberación luchaban por la verdadera España (...) Ello trajo como consecuencia la paralización de las fábricas de Barakaldo y Sestao durante meses, pero además se produjeron pérdidas aún mayores para la Sociedad, derivadas de criterio económico-social del Gobierno Provisional de Vizcaya y más tarde del llamado Gobierno de Euskadi, en lo relativo al pago de los salarios y primas durante el periodo de paro de las fábricas, subsidio a la movilización, indisciplina social, decaimiento de los mandos, falta de trabajo y, en fin, en una palabra, el desequilibrio absoluto entre costos y los precios de venta en un ambiente progresivo de restricción de la producción, que hacía cada día mayor el quebranto económico de las Empresas (...) Durante este desdichado periodo, Altos hornos de Vizcaya tuvo que soportar pérdidas cifradas en cerca de veinte millones de pesetas

### Hegemonía, crecimiento y expansión

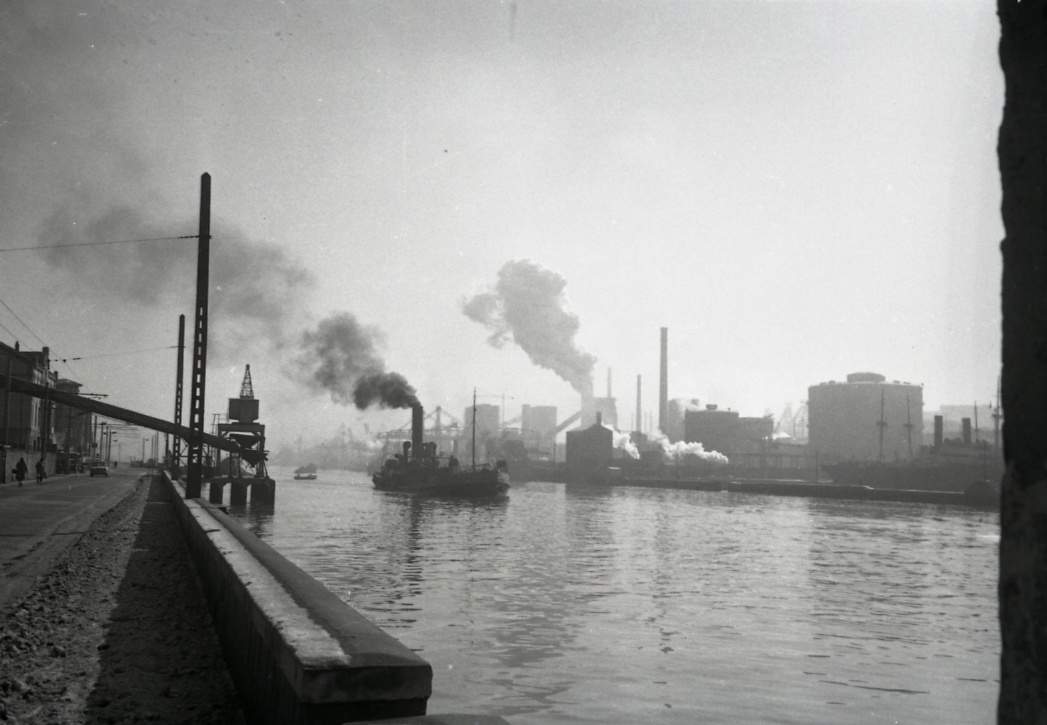
Instalaciones de AHV en Sestao vistas desde Lamiaco.

Tras la guerra civil, al quedar la industria vasca casi intacta, sirvió como destino atractivo para el éxodo rural y el desarrollo económico de la zona, convirtiendo el Gran Bilbao en uno de los mayores núcleos urbanos de España. Continuó su hegemonía en parte gracias a la compra de la Compañía Siderurgia del Mediterráneo en 1940 y a diversificar su negocio por ejemplo participando en la Sociedad Española de Fabricaciones Nitrogenadas (Sefanitro), fundada en 1941 junto con otros históricos colaboradores y prestamistas de AHV como Banco de Bilbao, Banco de Vizcaya y Banco Urquijo.
En 1945, dentro del programa energético del nuevo régimen, adquirió terrenos en el norte de Álava para la construcción de dos embalses en la cuenca del Zadorra —Urrunaga y Ullíbarri-Gamboa— para la producción de energía eléctrica, asegurando así el abastecimiento a sus fábricas en períodos de restricciones. Para la ejecución de ese proyecto en 1947 fundó la Sociedad de Aguas y Saltos del Zadorra. Poco después entró en funcionamiento el pantano de Gorostiza (en Baracaldo) para dar servicio además de a sus factorías sobre todo a la nueva fábrica de Sefanitro este con una capacidad de embalse de 1 440 000 metros cúbicos. AHV ya contaba con un pantano cercano a este -ambos en la cuenca Castaños-Galindo-, el pantano Viejo o de Etxebarría, construido en 1897 para satisfacer la creciente demanda de las nuevas industrias y de la población que estas atraían.
La correlación de fuerzas con la industria asturiana, ya que eran empresas privadas, la rompió en 1950 el franquismo cuando, por iniciativa del presidente del Instituto Nacional de Industria, Juan Antonio Suanzes, se creó ENSIDESA (Empresa Nacional Siderúrgica Sociedad Anónima) en Avilés (Asturias). Ensidesa, a la que se opuso el capital privado vasco y asturiano, se convirtió en la materialización de los ideales autárquicos del régimen franquista. El ministro de Industria Gregorio López Bravo acabó con esa idea y supeditó el desarrollo de Ensidesa a los intereses privados de AHV y de las tres obsoletas siderúrgicas privadas asturianas. Suanzes presentó su dimisión a Franco. Las siderúrgicas privadas asturianas se refundieron en Uninsa, con el apoyo y participación del estado y con una moderna factoría en Gijón (fábrica de Veriña).
En 1964 finalizó la construcción de la Ciudad Deportiva de San Vicente (en Baracaldo), infraestructura que tuvo en propiedad once años. Por otra parte AHV construyó un Tren de Bandas en Caliente (TBC) en la Vega de Ansio (Baracaldo) en 1966. Debido al crecimiento de la Compañía Siderurgia del Mediterráneo se construyó la IV Planta Siderúrgica Integral de España en el Puerto de Sagunto en 1968 (las otras plantas eran la de AHV —en Sestao y Baracaldo—, otra en Puerto de Sagunto y las asturianas de Uninsa -en Veriña - y Ensidesa —en Avilés—) que provocó la creación de la sociedad Altos Hornos del Mediterráneo (AHM) en 1971. Su construcción fue una iniciativa del Instituto Nacional de Industria que cedió a AHV, pese a que su accionista estadounidense —la compañía U.S. Steel— se opuso.
También en 1968 AHV terminó de reagrupar sus intereses mineros en la filial llamada Agruminsa (Agrupación Minera S. A.) que empezó a explotar diversas minas, anexionando el patrimonio de las antiguas compañías mineras de Vizcaya, Cantabria y del resto de España que habían pasado a ser propiedad de la siderurgia en las décadas precedentes; en parte debido a decadencia de la minería que había comenzado en los años 20 pero AHV aún tenía intereses en ellas para su auto abastecimiento. Además, debido a nuevos métodos de extracción y bonificaciones fiscales algunas de las minas ubicadas en Vizcaya las pudo mantener activas hasta el cierre definitivo de la empresa en 1996. Entre sus minas explotadas fuera de Vizcaya destacaron por diversos motivos las minas de Alquife (en Granada), las minas de magnetita de Cehegín (en la Región de Murcia) y los recuperados como parques del Parque natural Macizo de Peña Cabarga y Parque de la Naturaleza de Cabárceno (en Cantabria). De ellas las de Alquife fueron las más productivas ya que fueron clausuradas también en 1996 aunque ya bajo la gestión de la Compañía Andaluza de Minas (CAM).

#### Década de 1970

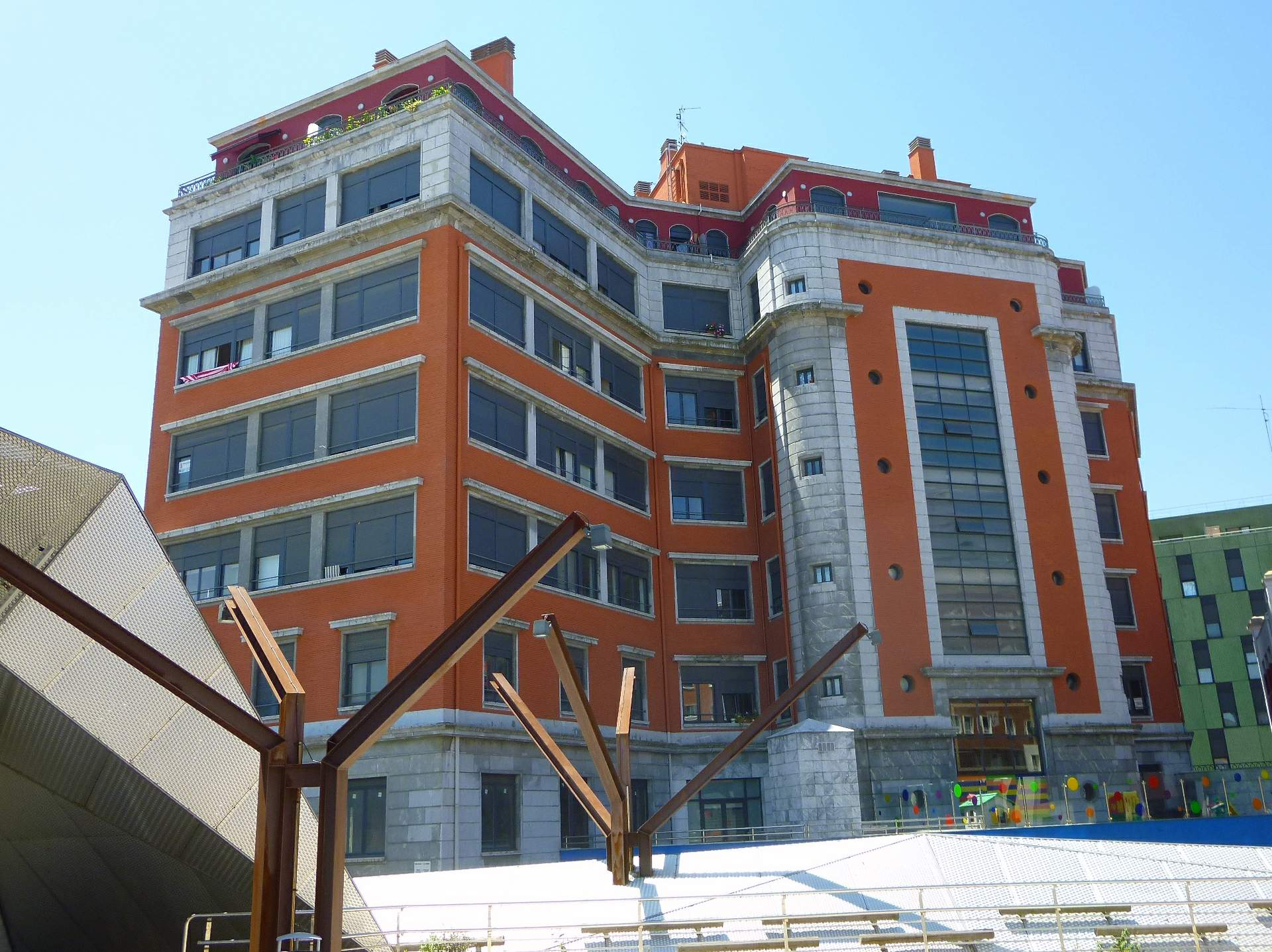
Antiguas oficinas centrales en Baracaldo.

En los años 1970 destacó su expansión por el resto de Vizcaya y Navarra. El cierre progresivo de diversas fábricas de Baracaldo, debido a diferentes conflictos laborales, provocó que en 1970 dejase de tener factorías productivas en esa localidad fabril perdiendo todas sus instalaciones siderúrgicas de cabecera y quedando únicamente el Tren de Bandas en Caliente (TBC) de Ansio y un horno eléctrico. No obstante, mantuvo sus oficinas centrales y su razón social en Baracaldo. Para paliar esos cierres, AHV se extendió y compró empresas situadas en Echévarri (La Basconia) en 1969; y Lesaca (Laminaciones de Lesaka) además de construir una fábrica de tubos de Zalain (entre Vera de Bidasoa y Lesaca) y de chapa prepintada en Legasa en 1973. En 1969 también compró las instalaciones originales de La Basconia en Basauri pero fueron cerradas un año después.
En cuanto a la compra de empresas indirectas, no siderúrgicas, destacó la compra al Banco de Bilbao de la constructora Obrascón con sede en Bilbao en 1973 siendo presidente ejecutivo de AHV Juan Miguel Villar Mir que entró en dicho cargo en 1970. Curiosamente, años más tarde, Villar Mir junto a un grupo financiero adquirió esa empresa a AHV por un precio simbólico —una peseta—.
En esa década era la principal empresa del País Vasco, dando trabajo directo a 14 330 trabajadores —en el año 1969— de los cuales cerca de 9500 eran de las factorías de Sestao y Baracaldo —cifra de 1978—. Llegaron a ser unos 11 000 trabajadores (40 000 inducidos) en los años 80 contando todas sus instalaciones. El sector siderometalúrgico del País Vasco en 1975 daba empleo a 243 294 personas, cifra que suponía el 46.7 % de la población activa vasca; cuarenta años más tarde, en 2016, solo daba empleo a 15 000 personas. A pesar de que aún tuviese gran importancia en la economía española, debido al milagro económico español —de la que AHV también fue partícipe— dejó de ser la principal empresa de España. Empresas impulsadas por el Instituto Nacional de Industria lograron imponerse en importancia, aun así seguía siendo la líder de su sector incluso por encima de otras empresas impulsadas por dicho organismo.
Con la explotación a gran escala de los carbonatos a cielo abierto de la mina corta de Gallarta y de la mina subterránea de Bodovalle, la empresa consiguió llegar en 1978 a recuperar la producción minera de 1930, superando los dos millones de toneladas anuales.

### Declive y cierre
Debido a la reconversión industrial, de finales de los años 70, en 1978 Altos Hornos del Mediterráneo tuvo que pasar al sector público. Ni las medidas urgentes de apoyo del sector siderúrgico de 1978, ni las medidas urgentes de reconversión de la Siderurgia Integral de 1981 lograron frenar la caída. En 1979 se hicieron los primeros intentos serios de abordar un plan de reestructuración en la Siderurgia Integral al estilo europeo. La Dirección General de Industrias Siderúrgicas y Navales (DGISN) convocó a las empresas del sector para elaborar los estudios necesarios que sirvieran de base al plan. En este plan se llegó a la conclusión de que la única solución técnica aceptable para aplicar la reestructuración del subsector era cerrar las cabeceras de Altos Hornos del Mediterráneo y de Altos Hornos de Vizcaya. Esa fue la primera señal de alarma de cara al futuro de la empresa vizcaína.
En 1981 se encargó un informe externo a la empresa Kawasaki. Este señalaba que la falta de competitividad de la Siderurgia Integral Española se debía fundamentalmente a la baja productividad laboral y al bajo rendimiento productivo, por lo que propuso varias reformas que fueron rechazadas.
En 1986 AHV finalizó su plan de mejoras pero con la entrada en la Comunidad Económica Europea en 1986 (es decir, con la progresiva supresión de aranceles) fue necesaria una segunda reconversión. A pesar de lo que se pensó en un inicio debido a la reconversión realizada por el gobierno, el Informe McKinsey fue muy desfavorable para AHV. La empresa acabó pasando al sector público y se efectuó una reconversión radical: cierre de las instalaciones de cabecera y del tren de bandas en caliente de Ansio.
En el declive de la empresa y como consecuencia de la ejecución del «Plan de Competitividad Conjunto AHV-Ensidesa», en diciembre de 1994 tuvo lugar la constitución del Grupo CSI (Corporación de la Siderurgia Integral), cuya reorganización dio lugar en 1997 a la creación de Aceralia Corporación Siderúrgica (ACS), posteriormente parte del grupo Arcelor. Durante ese proceso, en julio de 1996, cerraron definitivamente las últimas dependencias de lo que fue Altos Hornos de Vizcaya.
De todos sus trabajadores solo se mantuvieron 335 de una nueva factoría llamada Acería Compacta de Bizkaia (situada en el mismo lugar que la fábrica de AHV de Sestao), 800 en la planta de acabado de Echévarri y otros 1100 en las instalaciones de Navarra (Lesaca, Zalain y Legasa, ordenado de mayor a menor número de trabajadores) debido a una dura reconversión industrial. Cifra que varía considerablemente a la baja dependiendo la demanda o subcontrataciones.

#### Marcha de Hierro

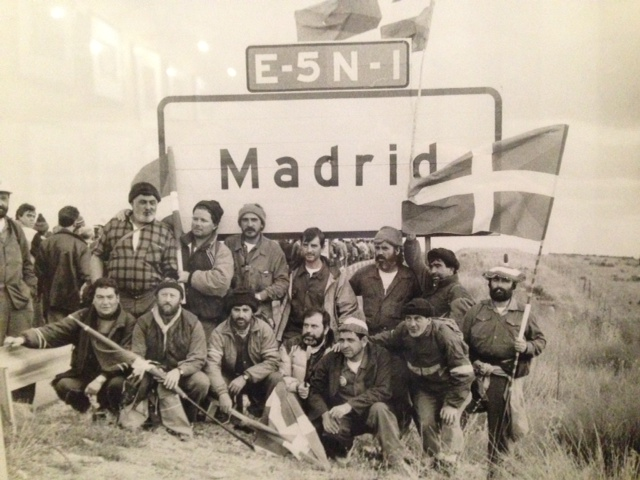
Grupo de participantes vascos de la «Marcha de Hierro».

La «Marcha de Hierro» fue la protesta más importante en contra del Plan de Competitividad aceptado por el gobierno en octubre de 1992 a propuesta de la nueva empresa creada para ese fin, la Corporación de la Siderurgia Integral (CSI). En ella 500 trabajadores de Vizcaya, 250 de Asturias y 50 de Navarra marcharon andando hasta la sede del Ministerio de Industria en Madrid. Todas las plantas de las empresas afectadas por la protesta secundaron un paro de 24 horas. Una vez en Madrid se incorporaron más personas para crear una gran manifestación estimada en unas 50 000 personas.

## Tras el cierre

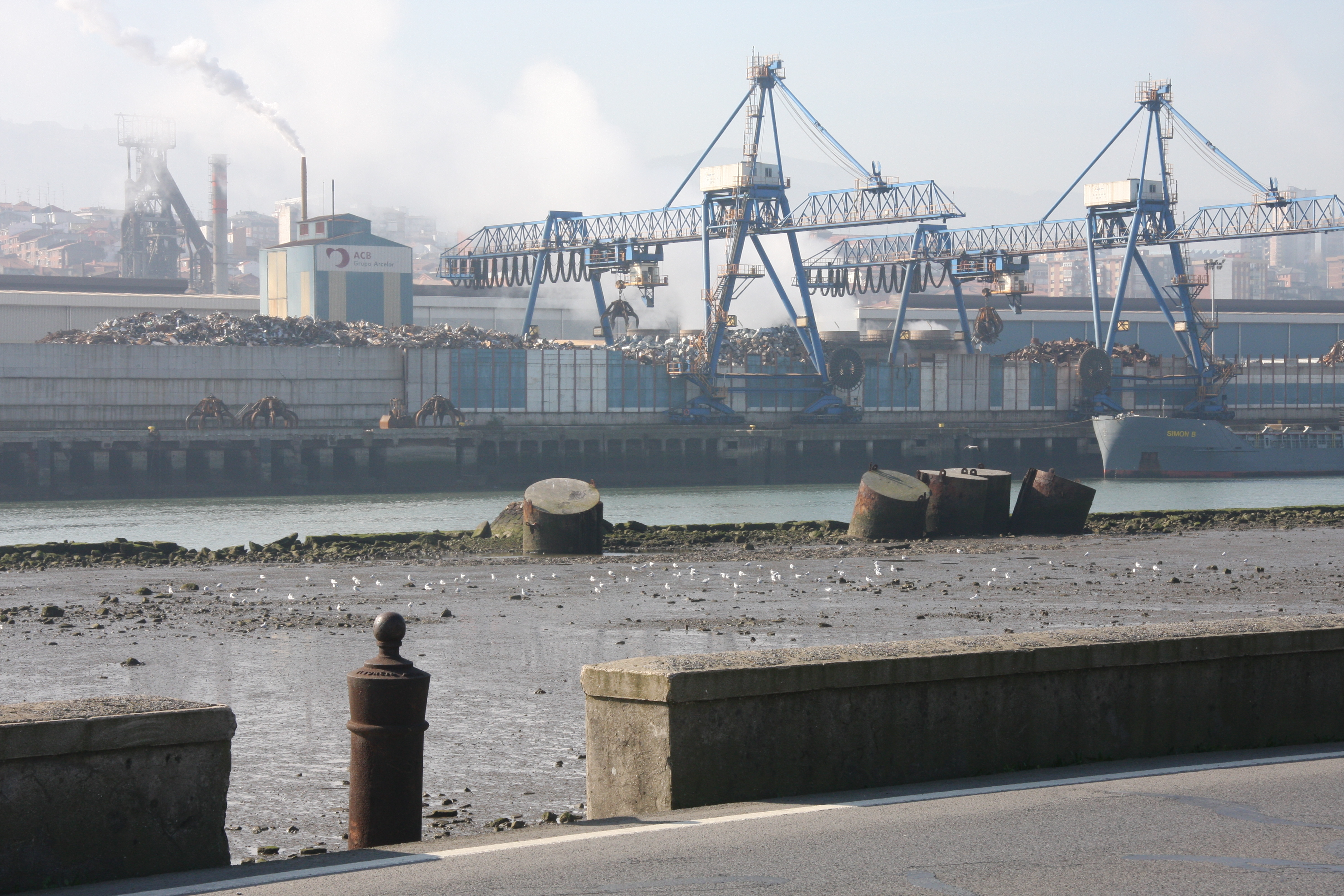
Instalaciones de ArcelorMittal Sestao desde el otro lado de la ría de Bilbao.

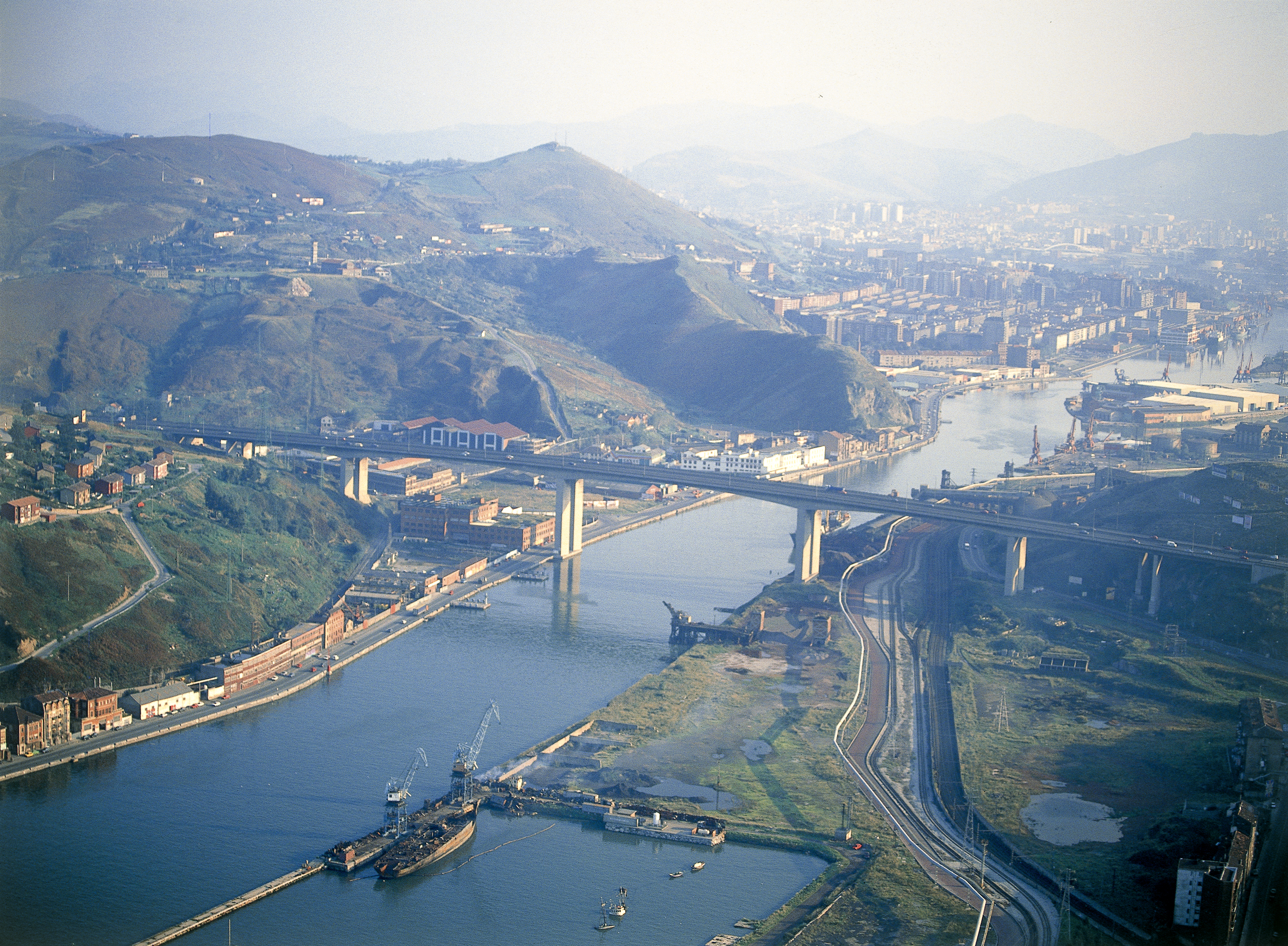
A la derecha terreno abandonado tras la desindustrialización en la Dársena de Portu y Réqueta (Baracaldo) en 1997. Se puede apreciar parte de la línea ferroviaria interior entre Sestao y Ansio. En los años 2000 parte de esa zona fue urbanizada.

Sus instalaciones se podían dividir en dos grupos. En el primer grupo se situarían las instalaciones originales y sus respectivas ampliaciones, incluyendo la de San Francisco de Mudela que en principio no perteneció a AHV; por ejemplo dentro de este grupo se incluyen los Altos Hornos 1 y 2 construidos en 1958 ya que se consideran ampliación de las instalaciones antiguas. En el segundo grupo se situaban las nuevas instalaciones adquiridas o creadas desde el franquismo en los años 40.

### Instalaciones originales

#### Usos industriales
En una pequeña parte de los terrenos originales de la cabecera de AHV en Sestao, desde el Muelle de la Benedicta hasta la Calle Rivas frente a la ría del Nervión, se construyó una nueva factoría con el nombre de «Acería Compacta de Bizkaia» (ACB). Siguió produciendo acero mediante la tecnología CSP teniendo una capacidad cercana a los dos millones de toneladas. A finales del 2007 cambió su nombre por ArcelorMittal Sestao, siguiendo la política de designación de plantas del grupo industrial al que pertenece. Para su creación tuvo que garantizar una inversión privada ya que aunque se mantenía su actividad el proceso productivo iba a ser totalmente diferente para lo que haría falta una nueva instalación más moderna.
En el terreno cercano a Baracaldo —en la zona «La Punta», donde se ubicaba la San Franscisco de Mudela— desde 2013 está instalada la empresa Vicinay Cadenas, dedicada a la construcción de cadenas para buques.
La única planta industrial que perdura de los inicios de la actividad de AHV es la fábrica auxiliar de la Sociedad Bilbaína de Maderas y Alquitranes que AHV compró pocos días después de su inauguración en 1923. Está ubicaba en el barrio de Luchana y Burceña en Baracaldo y se dedica a la destilación de carbones. Desde 1990 tiene el nombre de Bilbaína de Alquitranes, S. A. (BASA).

#### Otros usos
El Horno Alto 1 de Altos Hornos de Vizcaya, situado muy cerca de ArcelorMittal Sestao, se ha mantenido como recuerdo a la actividad que ahí se realizaba. Está previsto rehabilitarlo y abrirlo a visitas como se hizo con el Alto Horno n.º 2 de Puerto de Sagunto.
Todo ese terreno de Sestao hasta La Naval de Sestao, que fue ocupado por las últimas fábricas con altos hornos, está previsto urbanizarlo con una promoción de cerca de 1300 viviendas. Cercano a la antigua planta de Mudela donde se ubica Vicinay Cadenas, en la frontera con Baracaldo junto a la desembocadura del río Galindo, desde 1979 están las instalaciones del Club Deportivo de Remo Kaiku. Al otro lado del río Galindo, ya en Baracaldo, se encuentra la antigua subestación eléctrica de AHV, Edificio Ilgner construido en 1927, que fue rehabilitado como centro de eventos a finales de los años 90 como parte de un pequeño polígono industrial perteneciente al CEDEMI (Centro de Desarrollo Empresarial de la Margen Izquierda, S. A.). En sus inmediaciones otro edificio de servicios de AHV como fueron sus oficinas centrales primigenias fueron reformadas totalmente en 2005 para reconvertirlo en un centro para la tercera edad. Toda esa zona de El Desierto (también conocido en euskera como Desertu o Desertu-Berria) se reurbanizó en los años 2000 con viviendas, parques, el estadio de Lasesarre y un paseo con carril-bici. Popularmente también era llamada «El Carmen» en recuerdo a la antigua fábrica de El Carmen; también lleva el nombre de El Carmen el mencionado edificio de las oficinas centrales y el puente que comunicaba las empresas de Sestao con Baracaldo en la desembocadura del río Galindo. Esa zona es fácilmente reconocible por el nombre de las nuevas calles que recuerdan a la pasada actividad industrial: avenida Altos Hornos de Vizcaya, calle Eléctrica Nervión, calle Escuela Artes y Oficios, calle El Carmen, calle Franco-Belga, calle Pudeladores, calle Sociedad Santa Águeda, paseo El Ferrocarril, etc. Desde «El Desierto» surgía el complejo de la Dársena de Portu y cargadores —con sus respectivos accesos ferroviarios— que finalizaban en Luchana-Burceña y desde 1965 en Ansio con gran parte de ese terreno todavía sin urbanizar.

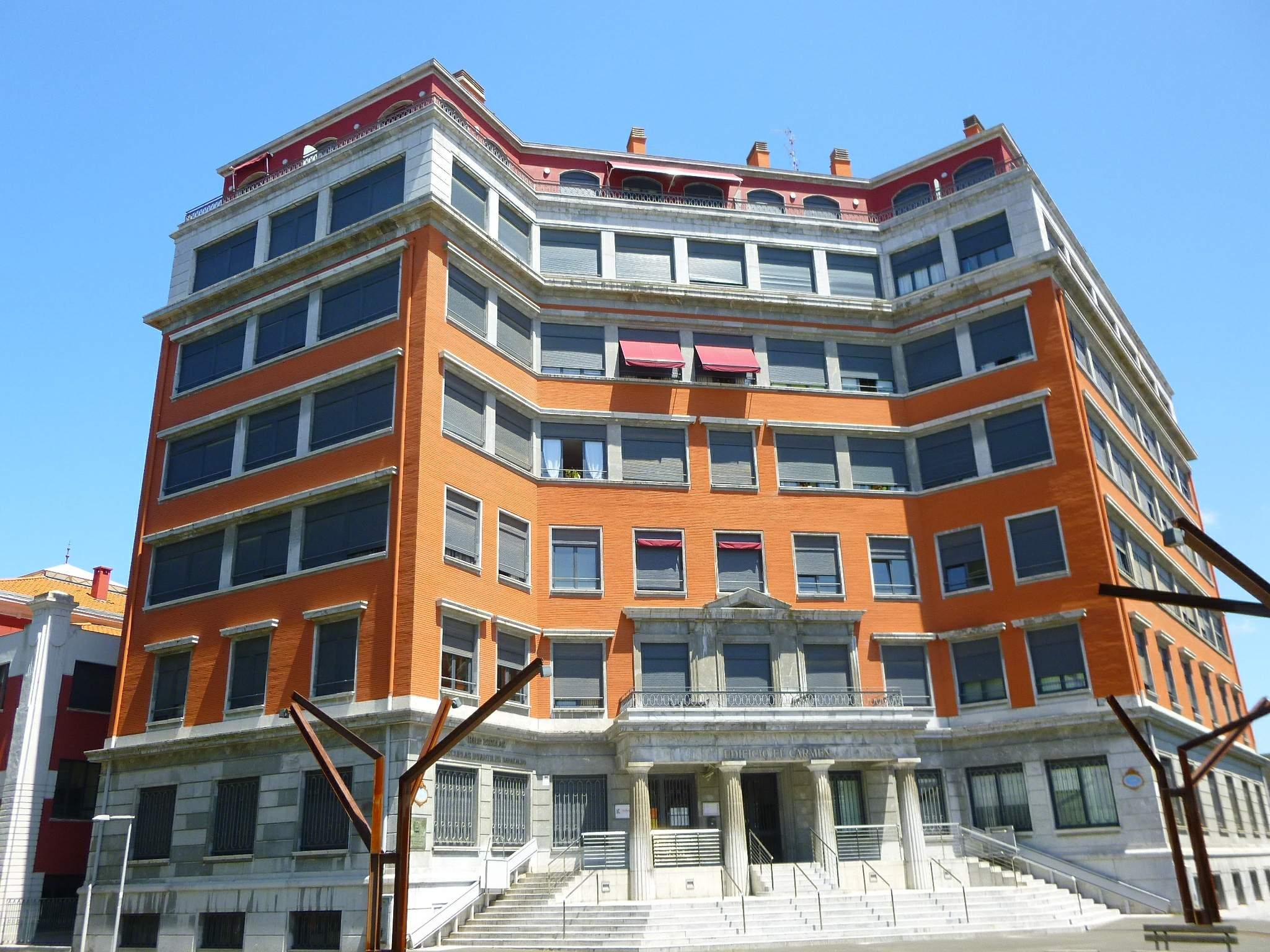
Edificio El Carmen, antiguas oficinas centrales, en Baracaldo.
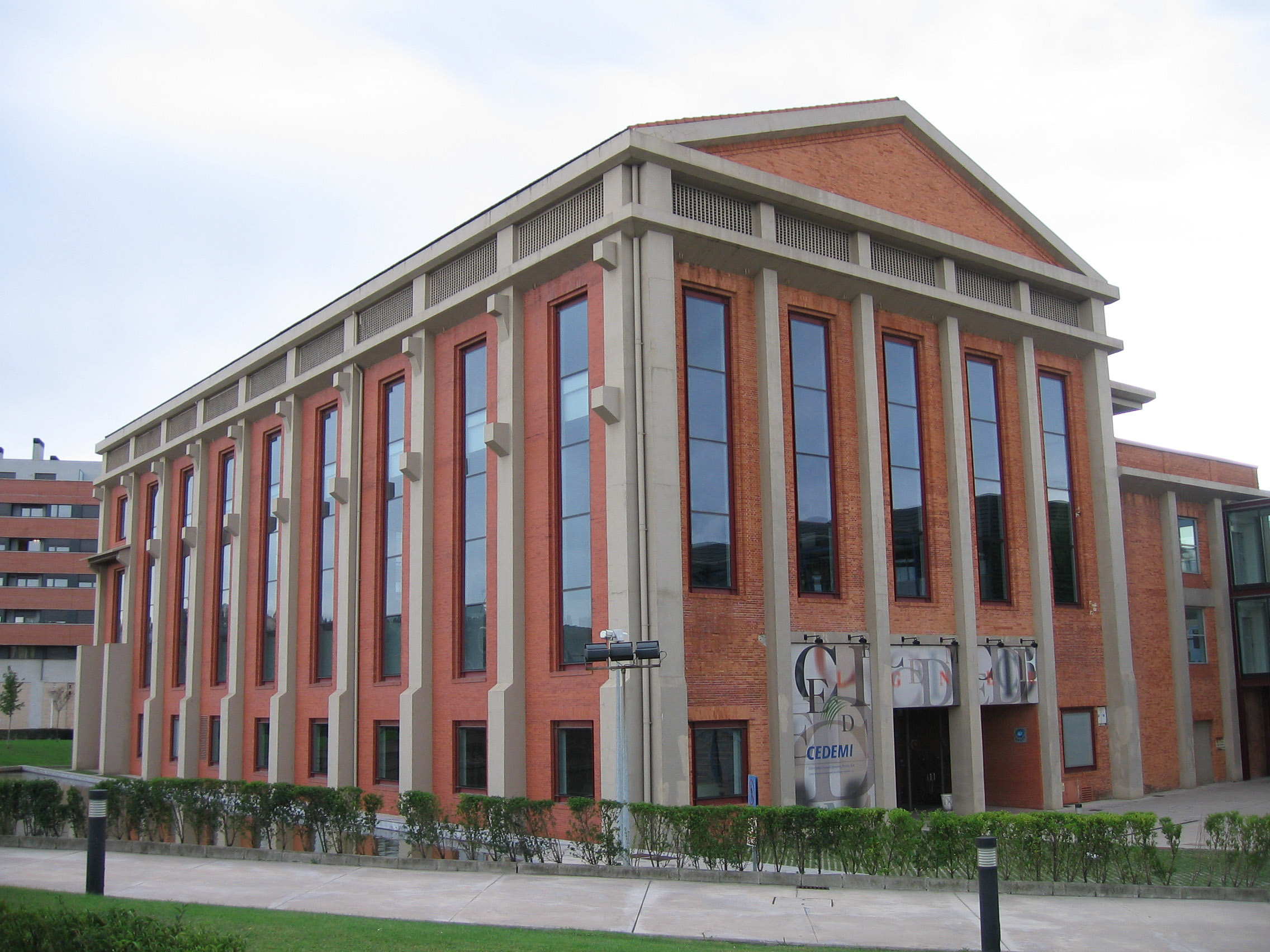
Edificio Ilgner, antigua subestación eléctrica, Baracaldo.
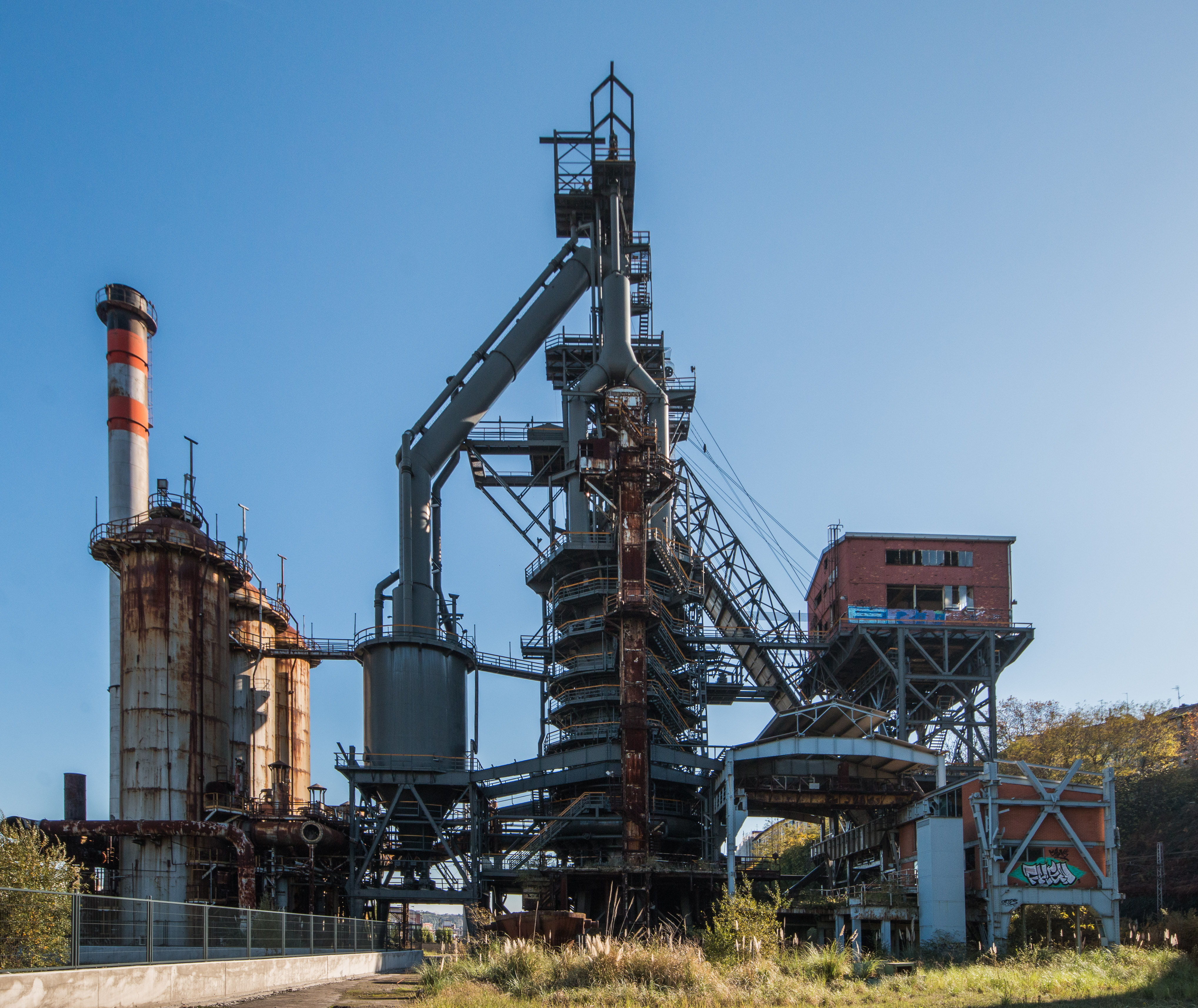
Horno Alto 1 de Altos Hornos de Vizcaya, Sestao.
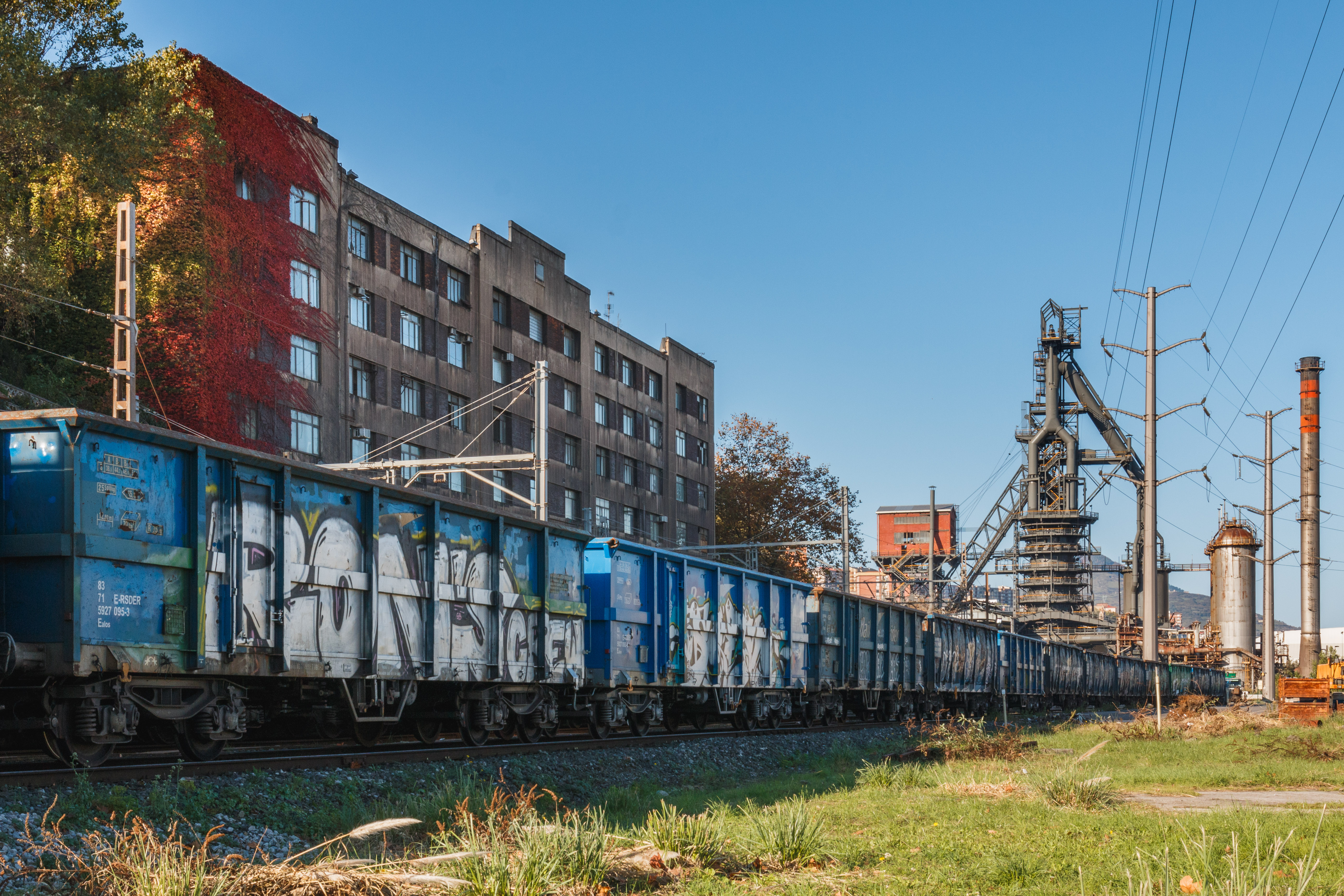
Escuela de Aprendices de Altos Hornos de Vizcaya, Sestao.

### Otras instalaciones

#### Usos industriales
La base de las instalaciones de la Compañía Siderurgia del Mediterráneo pasó a formar parte de los Altos Hornos del Mediterráneo en las que AHV era accionista mayoritario, por lo que dio preferencia a sus factorías vizcaínas. Poco después de constituirse la nueva empresa llegó la reconversión industrial y esta fue desmantelada. Años más tarde se reindustrializó parcialmente la zona mediante la empresa Siderurgia del Mediterráneo (Sidmed) y otras industrias de otros sectores.
Por otra parte las plantas especializadas en el acabado de Echévarri y Lesaca —con unas fábricas más modernas que las de Sestao ya que estas se ampliaron y remodelaron en los 70 para especializarse y por eso se pudieron mantener— son otras que quedan de la extinta AHV (una fábrica en cada lugar). Estas también se integraron en ArcelorMittal, tras un proceso de privatización diferente al de la factoría de Sestao ya que si se permitió inversión pública inicial al mantenerse su actividad.
De las instalaciones que construyó AHV en los años 1970 la de Legasa pasó a formar parte de ArcelorMittal dependiendo de la fábrica de Lesaca; y la de Zalain fue vendida en el 2006 por Arcelor, antes de su fusión con Mittal Steel Company, al grupo Condesa. En febrero de 2016 ArcelorMittal compró la totalidad del grupo Condesa por lo que la planta de Zalain volvió a Arcelor.

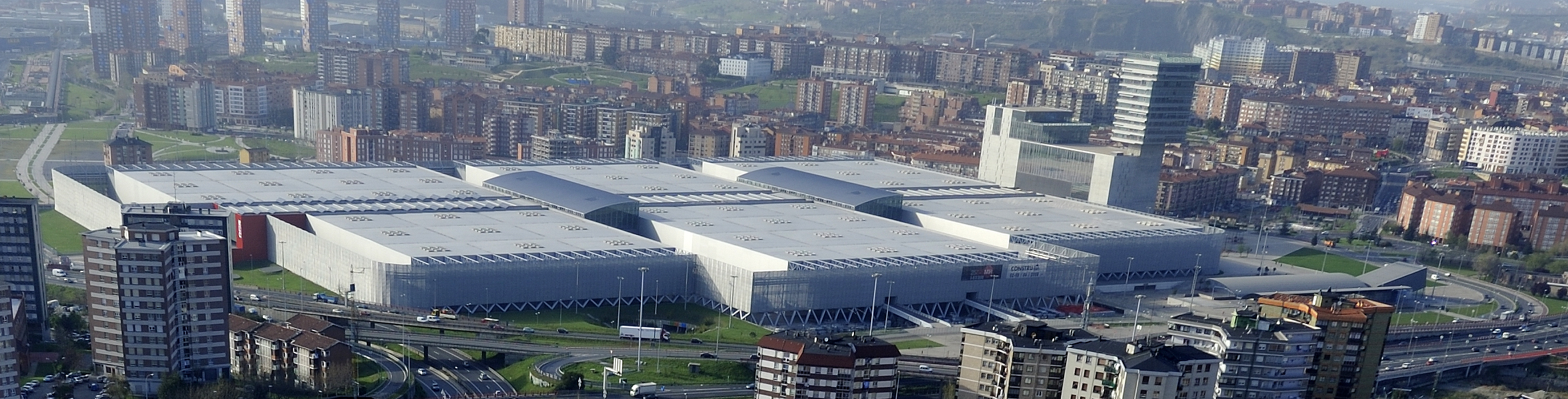
Vista aérea del BEC, donde antiguamente se ubicó el Tren de Bandas en Caliente de Ansio.

#### Otros usos
Finalmente, en otros lugares se han construido edificios y parques. El más destacable está en el lugar donde se encontraba la fábrica de Ansio donde se construyó el BEC, la nueva feria de muestras de Bilbao. En uno de sus laterales se pueden ver dos esculturas —una de ellas una miniatura del Horno Alto 1 de Altos Hornos de Vizcaya— y un amplio mural en los pilares de la carretera N-637 que recuerda la actividad de AHV.

### Material ferroviario y otros servicios
Por otra parte casi una veintena de las locomotoras que utilizó están expuestas en varios puntos de España, obviamente la mayoría en Vizcaya. Además, algunos de los cargaderos ferroviarios que usó han sido recuperados como miradores turísticos como el de la Franco-Belga en Baracaldo, el de La Orconera en El Astillero y Mioño (Cantabria) y el del Cable Inglés en Almería. Otras infraestructuras sociales como el sanatorio quirúrgico, viviendas, el Colegio de los Hermanos de las Escuelas Cristianas, la Ciudad Deportiva de San Vicente... fueron vendidas progresivamente antes del cierre; incluso alguna de ellas fueron derruidas.

## Influencia

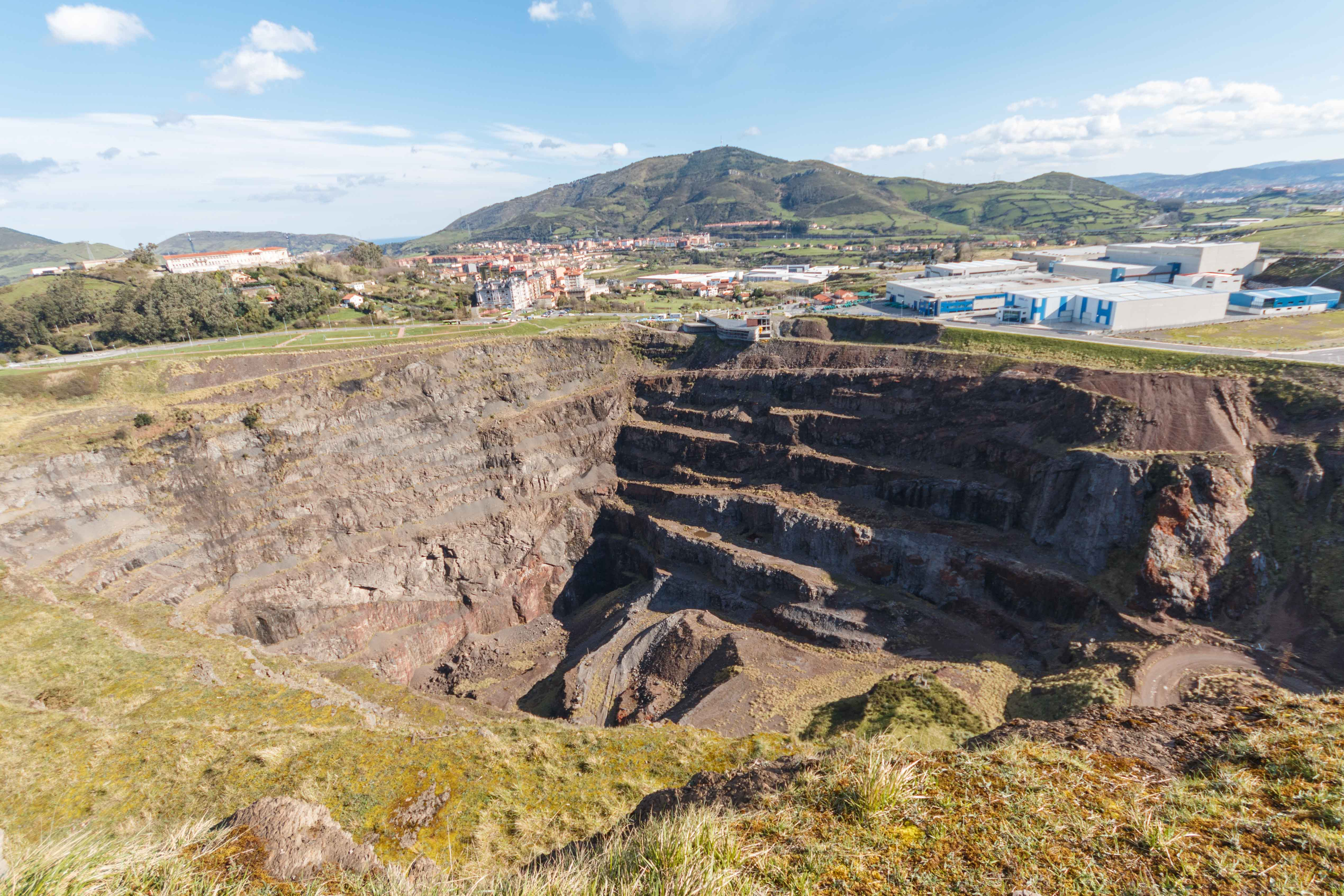
Gallarta y la mina Concha II («Bien de Interés General») tras la creación del Museo de la Minería del País Vasco y de un área recreativa con mirador.

Fue la base del desarrollo económico de muchos municipios de Vizcaya, entre ellos Baracaldo, Sestao, Portugalete, Ortuella y Abanto y Ciérvana. En Sestao y Baracaldo se situó la mayor parte productiva aunque desde los años 70 Baracaldo dejó de ser tener importancia en ese aspecto quedando solo la factoría de Ansio y un horno eléctrico. No obstante, AHV mantuvo sus oficinas centrales y su razón social en Baracaldo. Para el suministro de la materia prima, hierro, se explotaron las minas cercanas de Ortuella y Abanto y Ciérvana que descargaban en Baracaldo o Sestao. Tal fue el grado de explotación masiva que provocaron la desaparición de poblados enteros como los de La Cerrada y La Concha y el traslado de otros como el que se realizó en Gallarta (Abanto y Ciérvana).
Por su parte, Portugalete estuvo influenciado por la actividad económica de su localidad vecina, Sestao; de hecho comparten el Muelle de la Benedicta. La construcción de la empresa La Vizcaya vino precedida de cierta polémica al considerar Portugalete que tenía jurisdicción sobre esos terrenos realizando una reclamación en 1884. En ese mismo año debido a la industrialización, se nombró a esta localidad portugaluja en el diario El Noticiero Bilbaíno, advirtiendo en un artículo titulado «Previsión», sobre la gran concentración humana creada en torno a las fábricas siderúrgicas llegando a afirmar que no serían muchos los años que discurrirían «sin que desde el Desierto —en Baracaldo— a Portugalete, el caserío sea tan denso que formen una larga y no interrumpida calle». Se podría decir que ese fue el origen de lo que hoy es el área metropolitana de Bilbao.

## Siderurgia en España tras la reconversión
Tras décadas de competencia entre la industria vasca y asturiana finalmente tras la reconversión industrial se ha impuesto la asturiana ya que ha mantenido la única Planta Integral de las que hay en España perteneciente a ArcelorMittal. Ello fue gracias al Informe McKinsey de 1986 que sugería que la única instalación de ese tipo fuese en Asturias. Sin embargo, una de las mayores «ventajas competitivas» de Asturias como fue la producción de carbón fue puesta en duda a principios del siglo XXI debido a la firma del Protocolo de Kioto sobre el cambio climático que limita los gases de efecto invernadero y a las subvenciones que reciben esas minas.
Por su parte la industria del Altos Hornos del Mediterráneo quedó totalmente desmantelada, debido, en parte, a que su accionista mayoritario, AHV, apostó por mantener sus factorías vizcaínas y a que el Gobierno de España optó por cerrar la cabecera de AHM y potenciar AHV y Ensidesa. Aunque posteriormente a través de incentivos de la Generalidad Valenciana y una inversión por parte de Usinor —posteriormente ArcelorMittal— de 30 000 millones de pesetas Puerto de Sagunto logró recuperar parte de la industria mediante la empresa Siderurgia del Mediterráneo (Sidmed) y otras industrias de otros sectores.
En España hay decenas de empresas que producen acero. Gracias a ello se sitúa como una potencia europea en cuanto a fabricación de acero. Sin embargo, su productividad se ha estancado y su importancia en el mercado mundial ha ido bajando progresivamente. La empresa española más importante de este sector es Acerinox, líder mundial en fabricación de acero inoxidable que junto a ArcelorMittal son las únicas empresas industriales del «Subsector: 2.1 Mineral, Metales y Transformación» que cotizan en el Ibex 35. En su día también estuvo en el Ibex 35 Tubacex, empresa con sede en Amurrio.

## Grupo Villar Mir
Se puede considerar que Altos Hornos de Vizcaya fue el origen de la creación del Grupo Villar Mir ya que Juan Miguel Villar Mir —expresidente de AHV y AHM, incluso compartiendo ambos cargos durante varios años— adquirió en 1987 la constructora Obrascón a AHV por una peseta pero asumiendo los seis millones de euros de pérdidas de la constructora. Esta empresa, junto a la Inmobiliaria Espacio, quien fue realmente la sociedad que adquiró Obrascón, fueron las primeras sociedades del gigante grupo empresarial español.
En 1996 este grupo compró otra empresa participada por AHV como la fábrica de Sefanitro, que en esa época era propiedad de la Sociedad Estatal de Participaciones Industriales (SEPI), logrando en poco tiempo el permiso para uso residencial que provocó el cierre de la empresa y el traslado de su sector más productivo —Rontealde— (propiedad de Befesa). El precio de compra de la parcela adquirida por el Grupo Villar Mir fue de entre 5.2 y 6 millones de euros mientras el de venta fue de entre 230 y 240 millones de euros, por lo que dicha operación fue tildada de «Pelotazo inmobiliario». Poco después llegó la Crisis inmobiliaria española 2008-2014; debido a ello, tras la descontaminación de los terrenos y quiebras de constructoras —que provocó que las entidades financieras tuviesen que embargar los terrenos a las constructoras—, las primeras viviendas no comenzaron a construirse hasta 2014.
Por otra parte aportó un 2 % de la sociedad encargada de poner en marcha la Acería Compacta de Bizkaia, posteriormente ArcelorMittal Sestao.

## Altos Hornos de Vizcaya en el arte

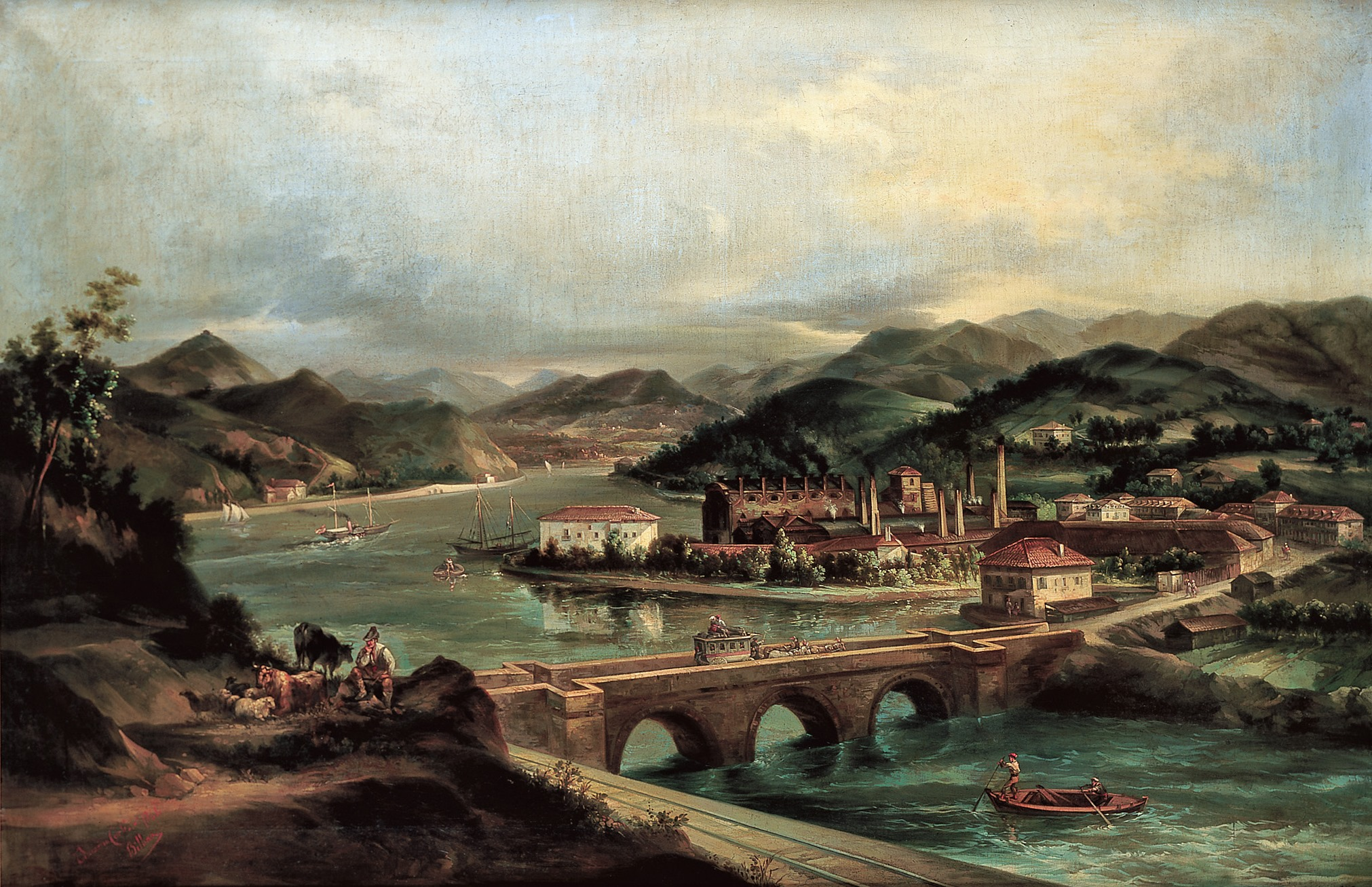
Fábrica Nuestra Señora del Carmen (1864), Eduardo Cortés y Cordero.
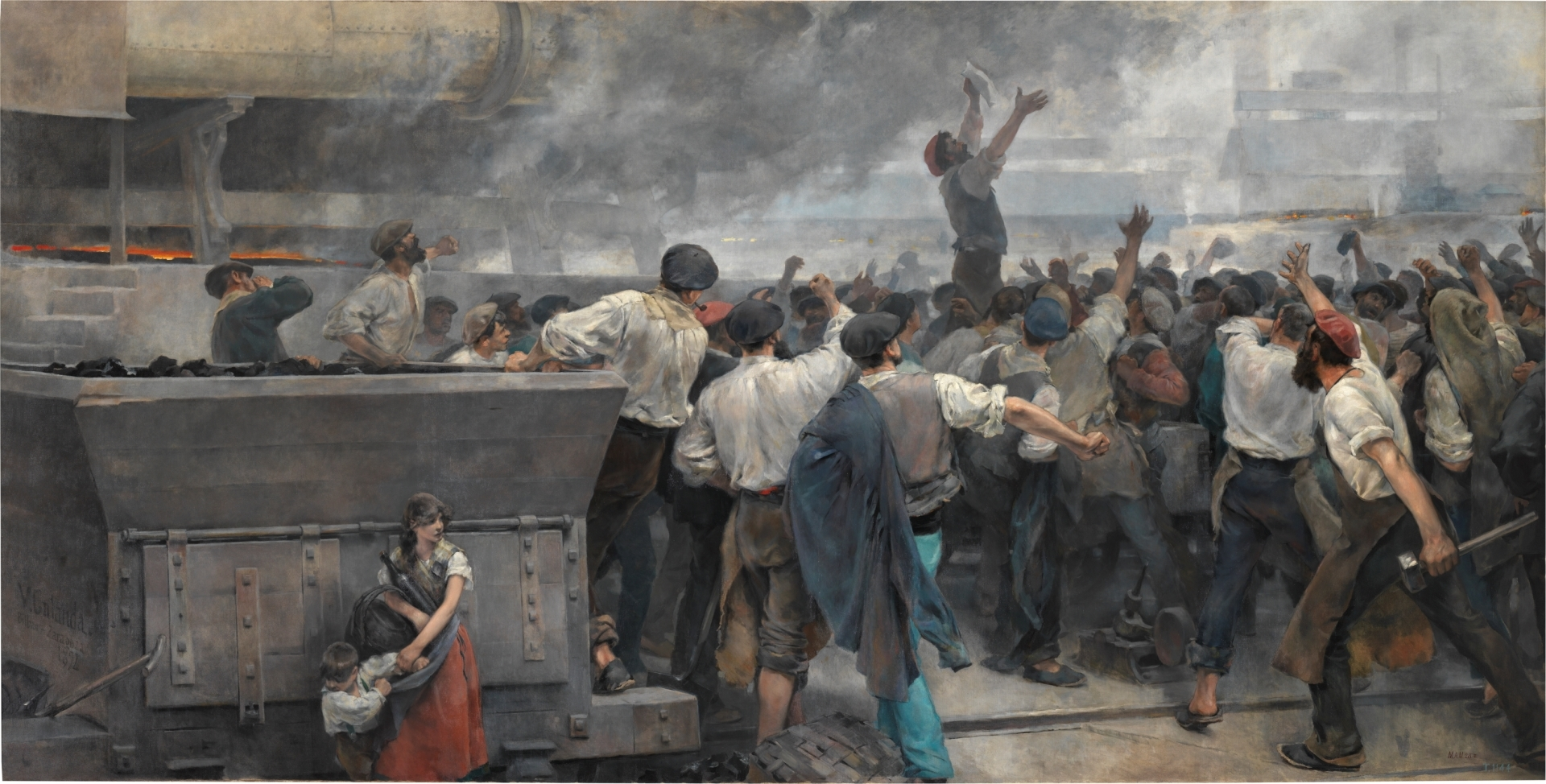
Una huelga de obreros en Vizcaya (1892), Vicente Cutanda, Museo del Prado.
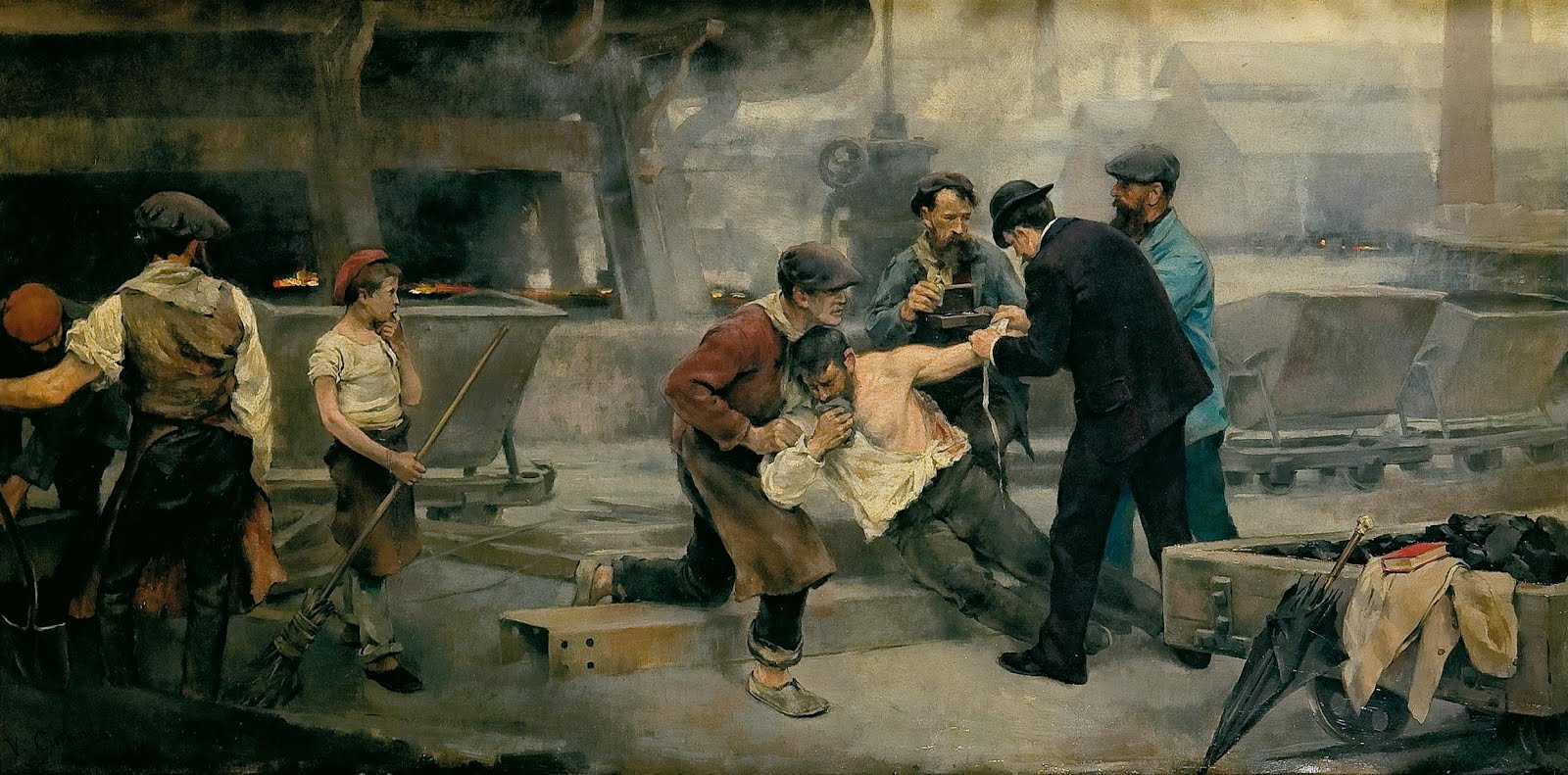
Sobre el campo de batalla (1893), Vicente Cutanda, cc.pp.
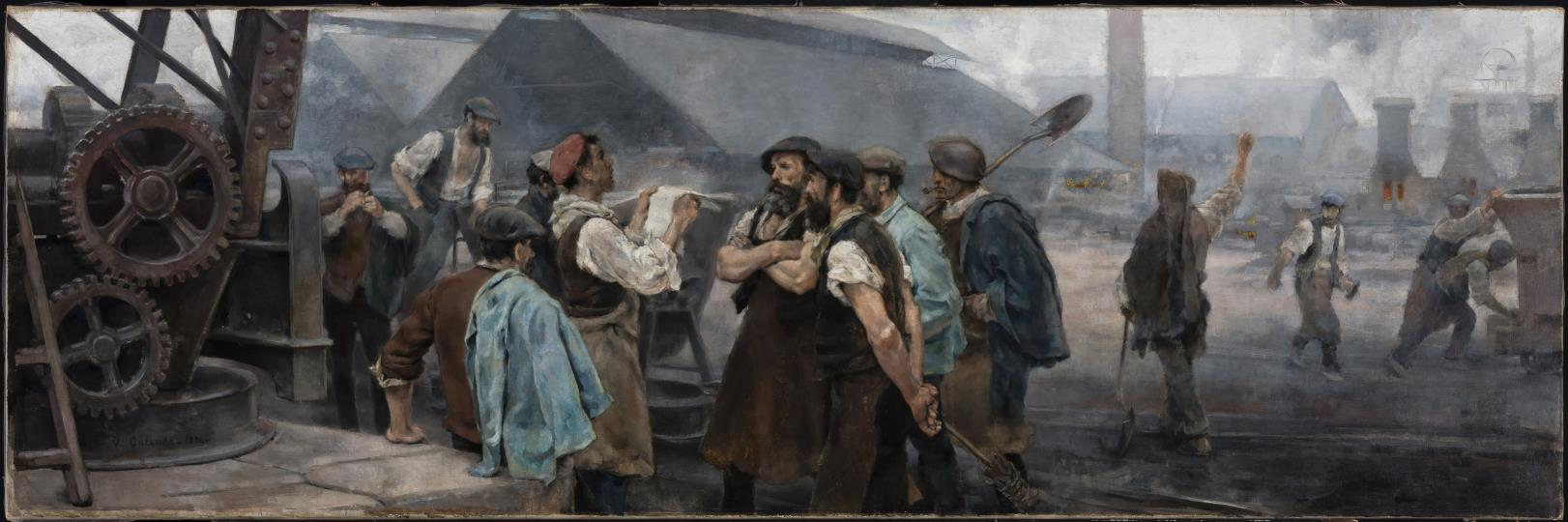
Preparativos del 1.º de mayo (1894), Vicente Cutanda , Museo de Bellas Artes de Bilbao.
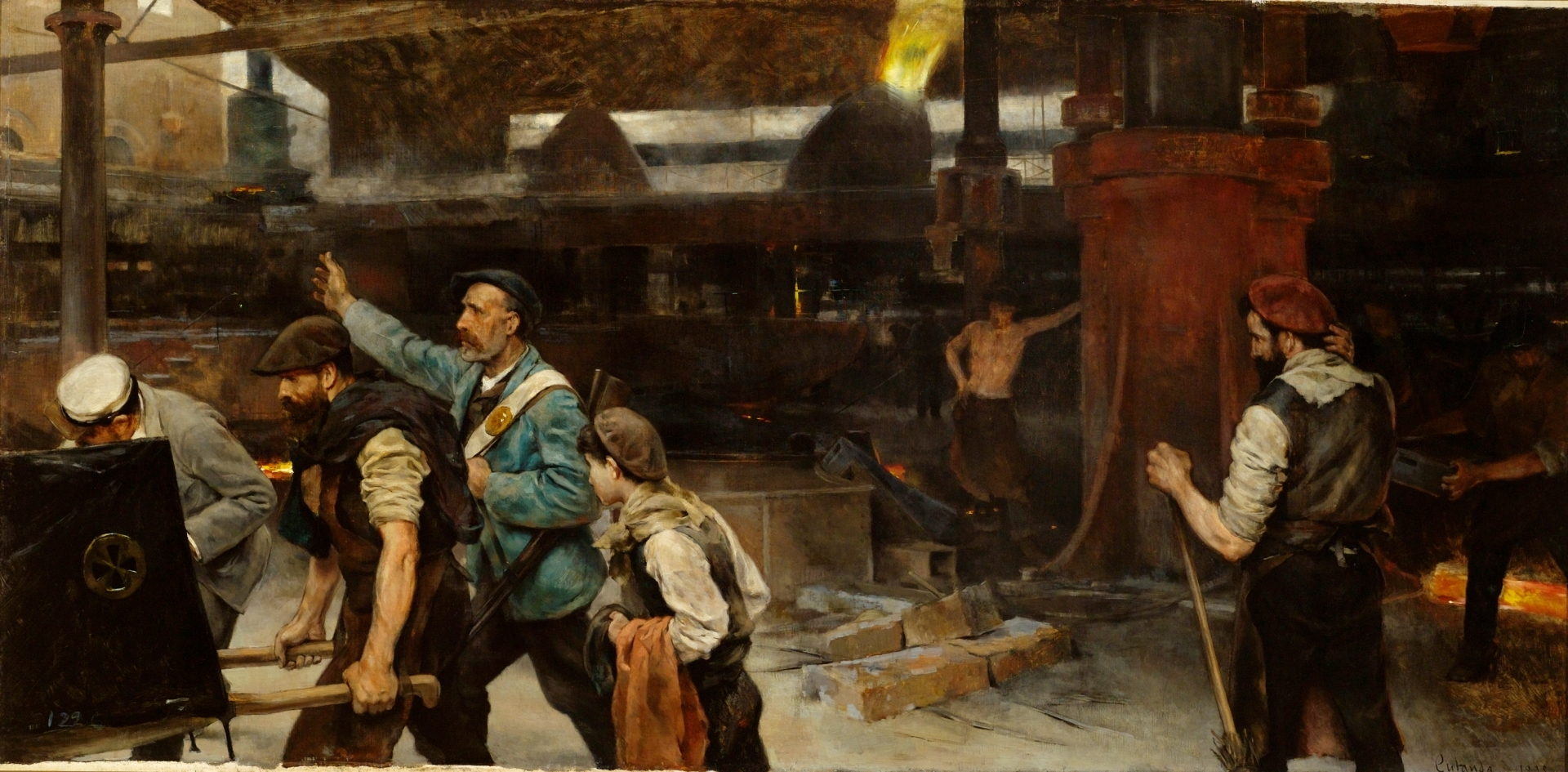
Epílogo (1895), Vicente Cutanda, Museo del Prado.
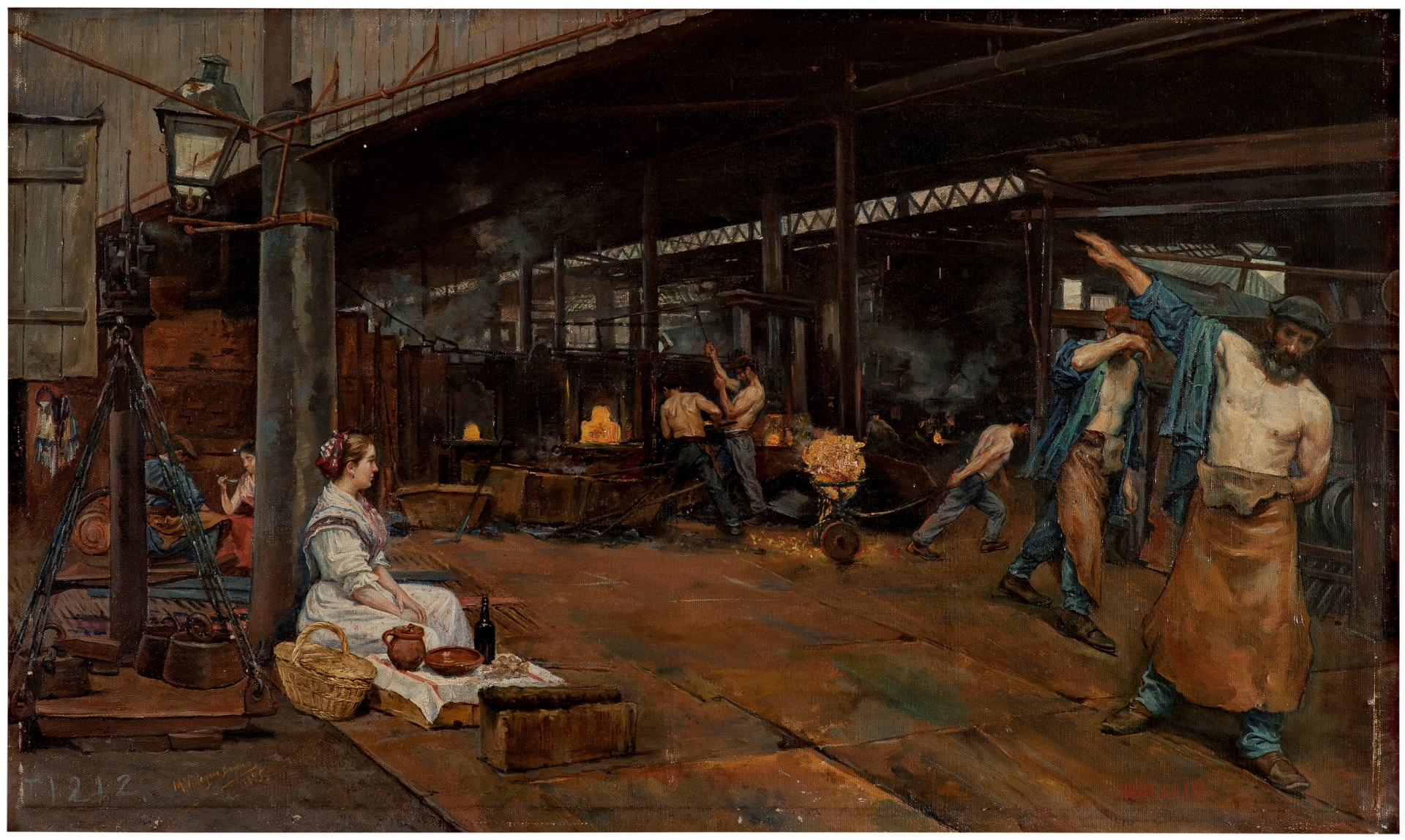
Las doce en los Altos Hornos (1895), Manuel Villegas Brieva, Museo del Prado.
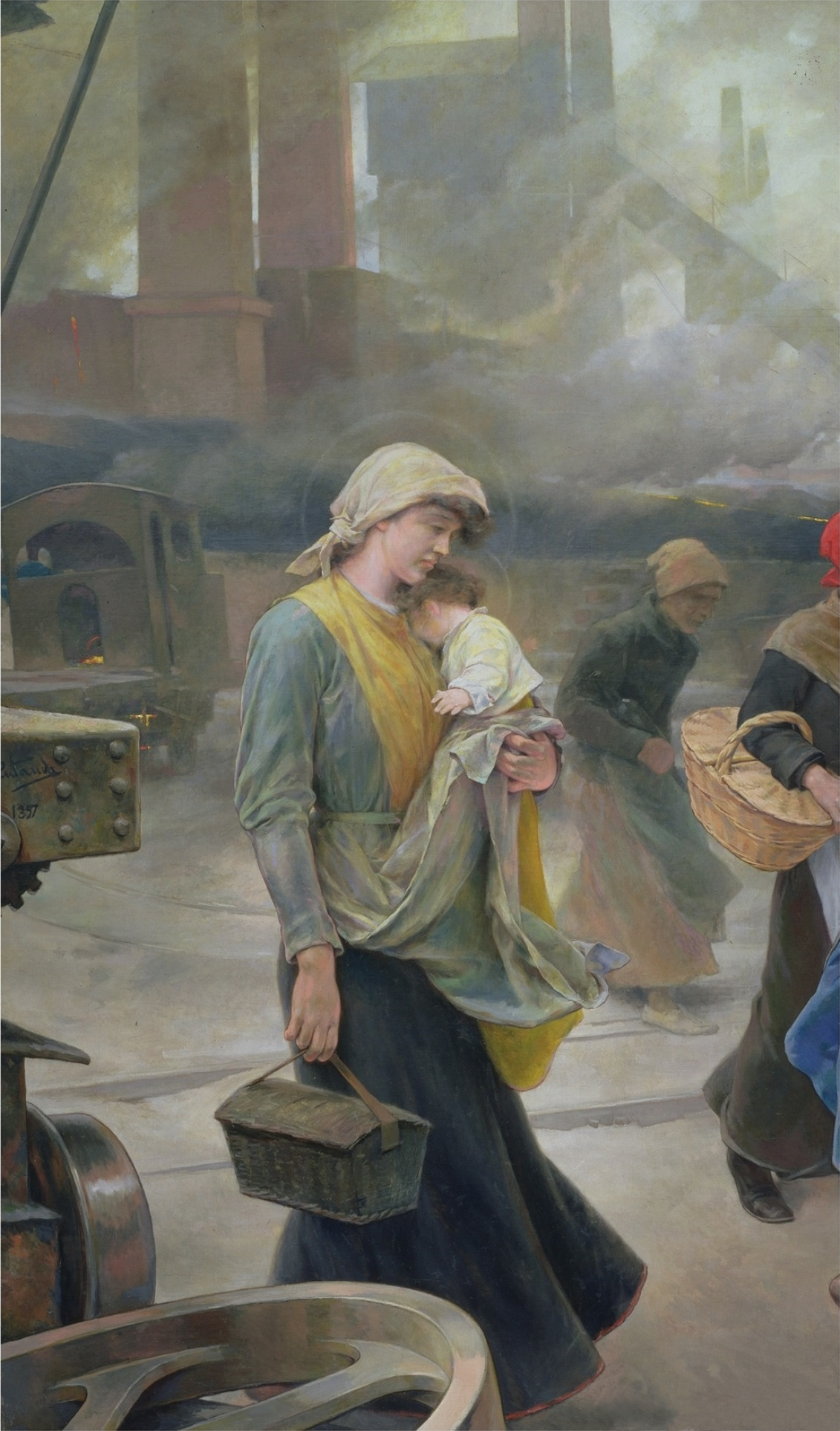
Ensueño (1897), Vicente Cutanda, Museo de Santa Cruz. La obra representa a la Virgen María llevando en brazos a su hijo Jesucristo y caracterizada, al igual que los personajes que aparecen en la obra, como una obrera de finales del siglo XIX.